# Specie di Pedicularis
Elenco delle specie di Pedicularis:

## A
- Pedicularis abrotanifolia M.Bieb. ex Steven, 1823
- Pedicularis acaulis Scop., 1771
- Pedicularis achilleifolia Stephan ex Willd., 1800
- Pedicularis adamsii Hultén, 1930
- Pedicularis alaschanica Maxim., 1877
- Pedicularis albolabiata (Hultén) Kozhevn., 1979
- Pedicularis aloensis Hand.-Mazz., 1923
- Pedicularis alopecuros Franch. ex Maxim., 1888
- Pedicularis altaica Stephan ex Steven, 1823
- Pedicularis altifrontalis Tsoong, 1963
- Pedicularis amoena Adams ex Steven, 1823
- Pedicularis amplituba H.L. Li, 1949
- Pedicularis anas Maxim., 1888
- Pedicularis angularis Tsoong, 1963
- Pedicularis angustifolia Benth., 1839
- Pedicularis angustilabris H.L. Li, 1949
- Pedicularis angustiloba Tsoong, 1955
- Pedicularis anomala Tsoong & H.P. Yang, 1980
- Pedicularis anthemifolia Fisch. ex Colla, 1835
- Pedicularis apodochila Maxim.
- Pedicularis aquilina Bonati, 1908
- Pedicularis arctica R. Br., 1824
- Pedicularis arctoeuropaea (Hultén) Molau & D.F. Murray, 1996
- Pedicularis armata Maxim., 1877
- Pedicularis artselaeri Maxim., 1877
- Pedicularis ascendens Schleich. ex Gaudin, 1810
- Pedicularis aschistorrhyncha C. Marquand & Airy Shaw, 1929
- Pedicularis asparagoides Lapeyr., 1813
- Pedicularis asplenifolia Flörke ex Willd., 1800
- Pedicularis atrosanguinea Pennell & J.W. Thomps., 1934
- Pedicularis atroviridis Tsoong, 1955
- Pedicularis attollens A. Gray, 1868
- Pedicularis atuntsiensis Bonati, 1913
- Pedicularis aurantiaca (E.F. Sprague) Monfils & Prather, 2007
- Pedicularis aurata (Bonati) H.L. Li, 1949
- Pedicularis axillaris Franch. ex Maxim., 1888

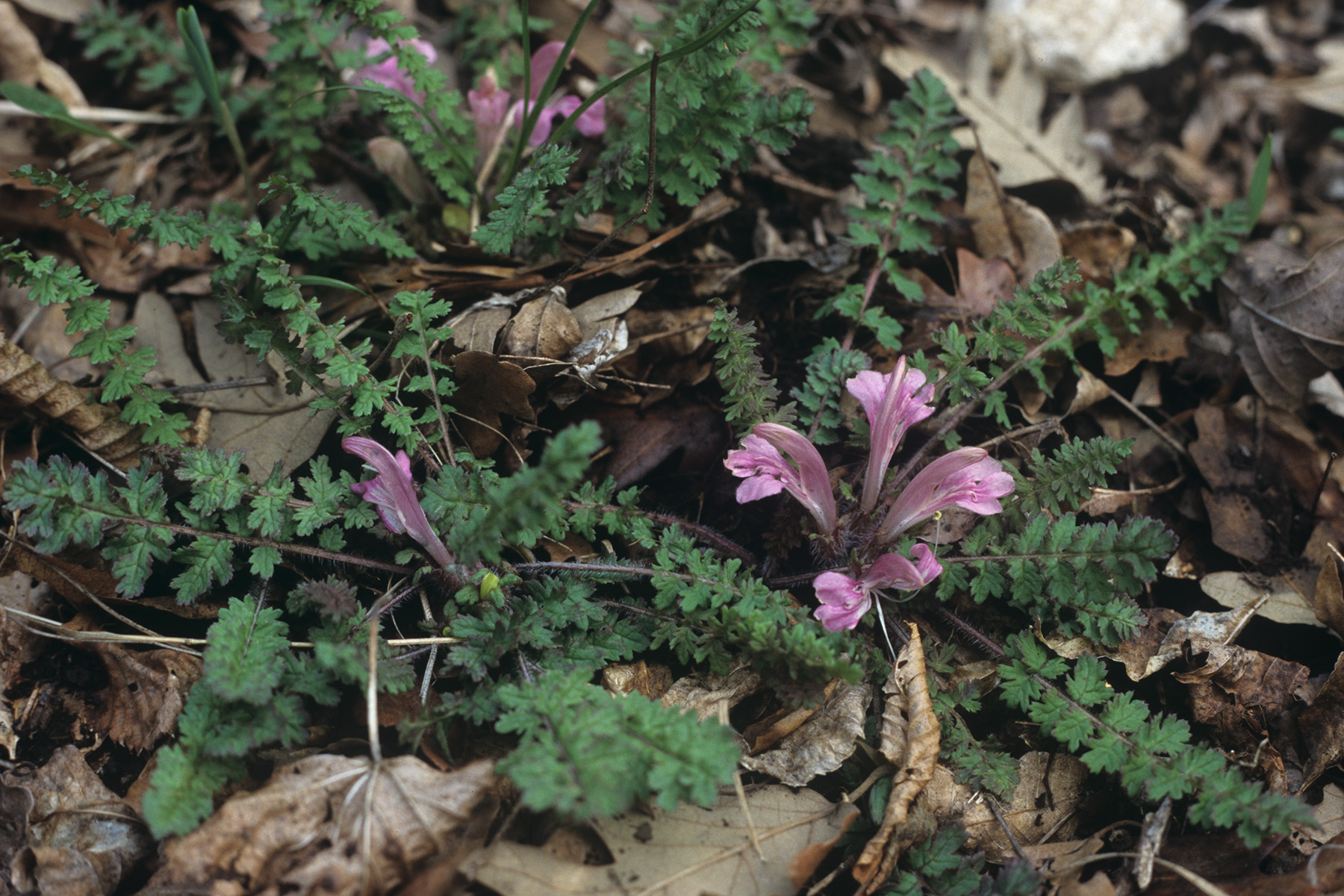
Pedicularis acaulis
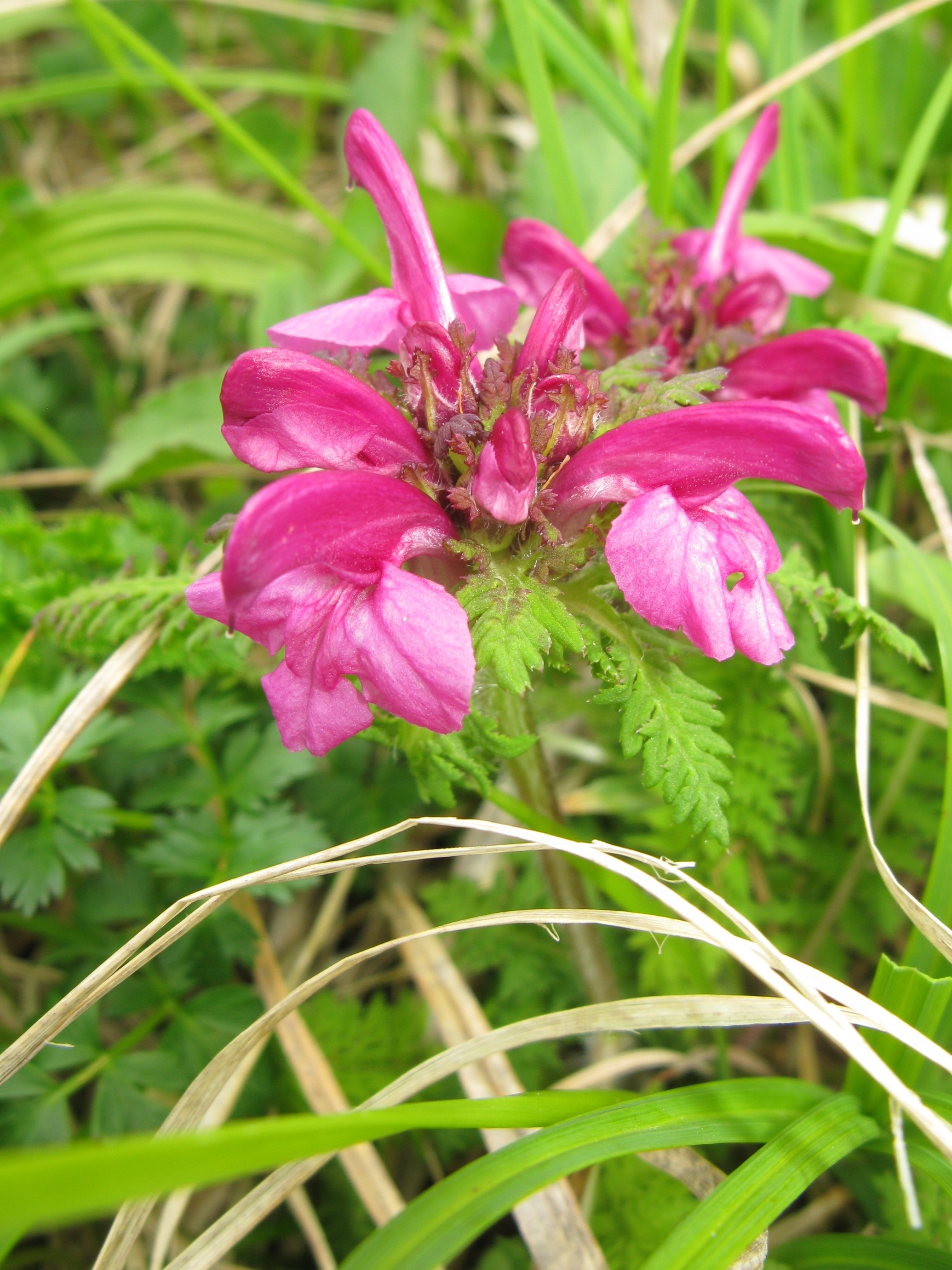
Pedicularis apodochila
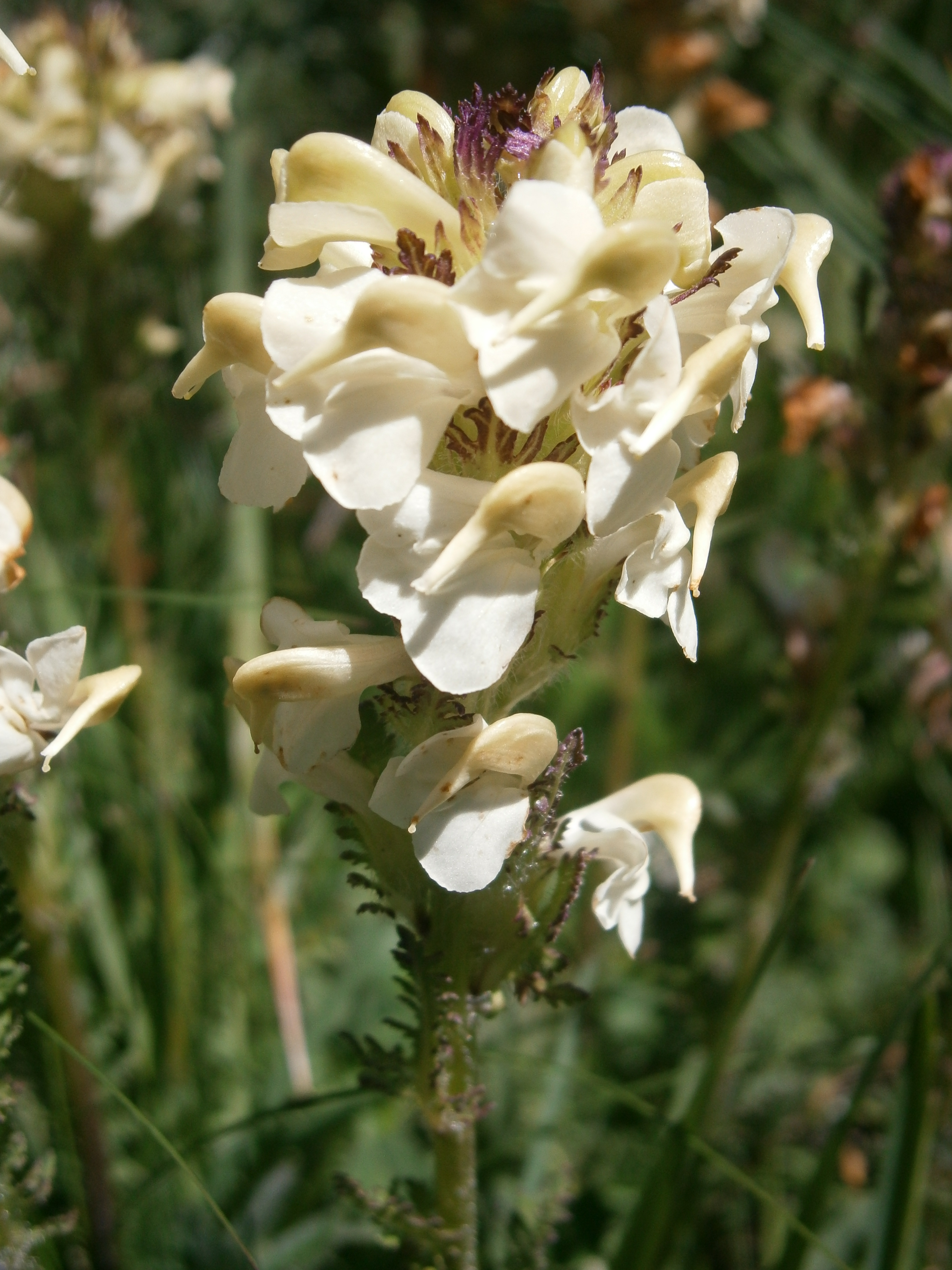
Pedicularis ascendens
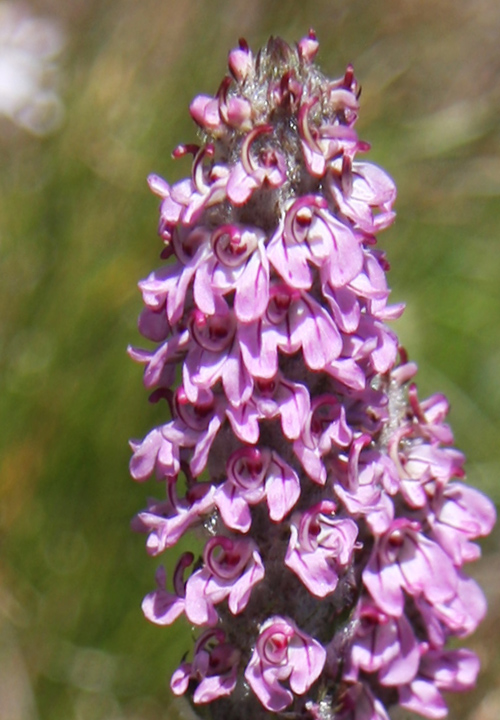
Pedicularis attolens

## B
- Pedicularis batangensis Bureau & Franch., 1891
- Pedicularis baumgartenii Simonk., 1886
- Pedicularis bella Hook. f., 1884
- Pedicularis bicolor Diels, 1900
- Pedicularis bidentata Maxim., 1888
- Pedicularis bietii Franch., 1900
- Pedicularis binaria Maxim., 1888
- Pedicularis bipinnatifida (Pennell) R.R.Mill, 2010
- Pedicularis bomiensis H.P. Yang, 1980
- Pedicularis brachycrania H.L. Li, 1948
- Pedicularis brachyodonta Schloss. & Vuk., 1857
- Pedicularis brachystachys Bunge, 1830
- Pedicularis bracteosa Benth., 1838
- Pedicularis breviflora Regel, 1880
- Pedicularis brevilabris Franch., 1900

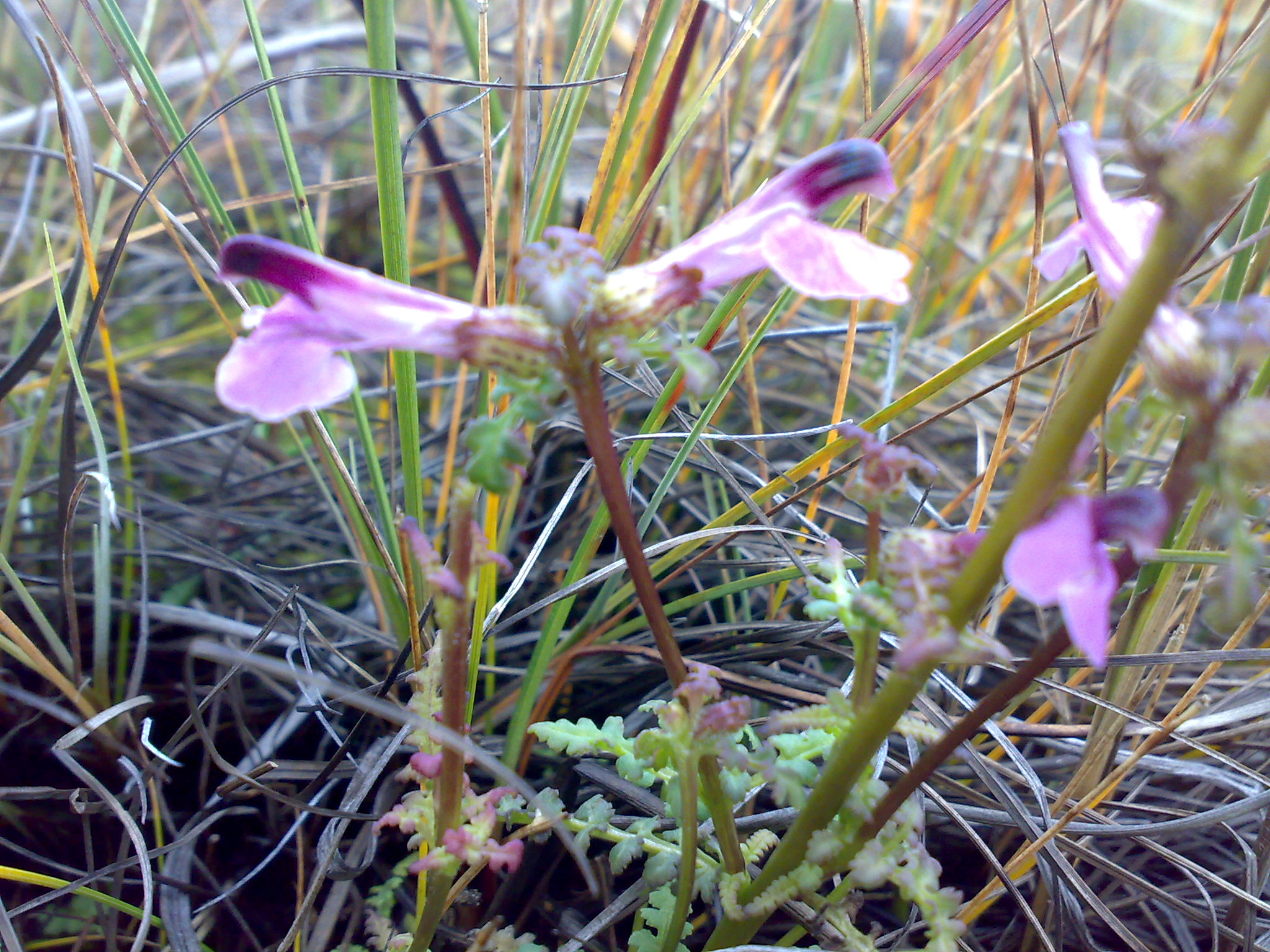
Pedicularis borealis
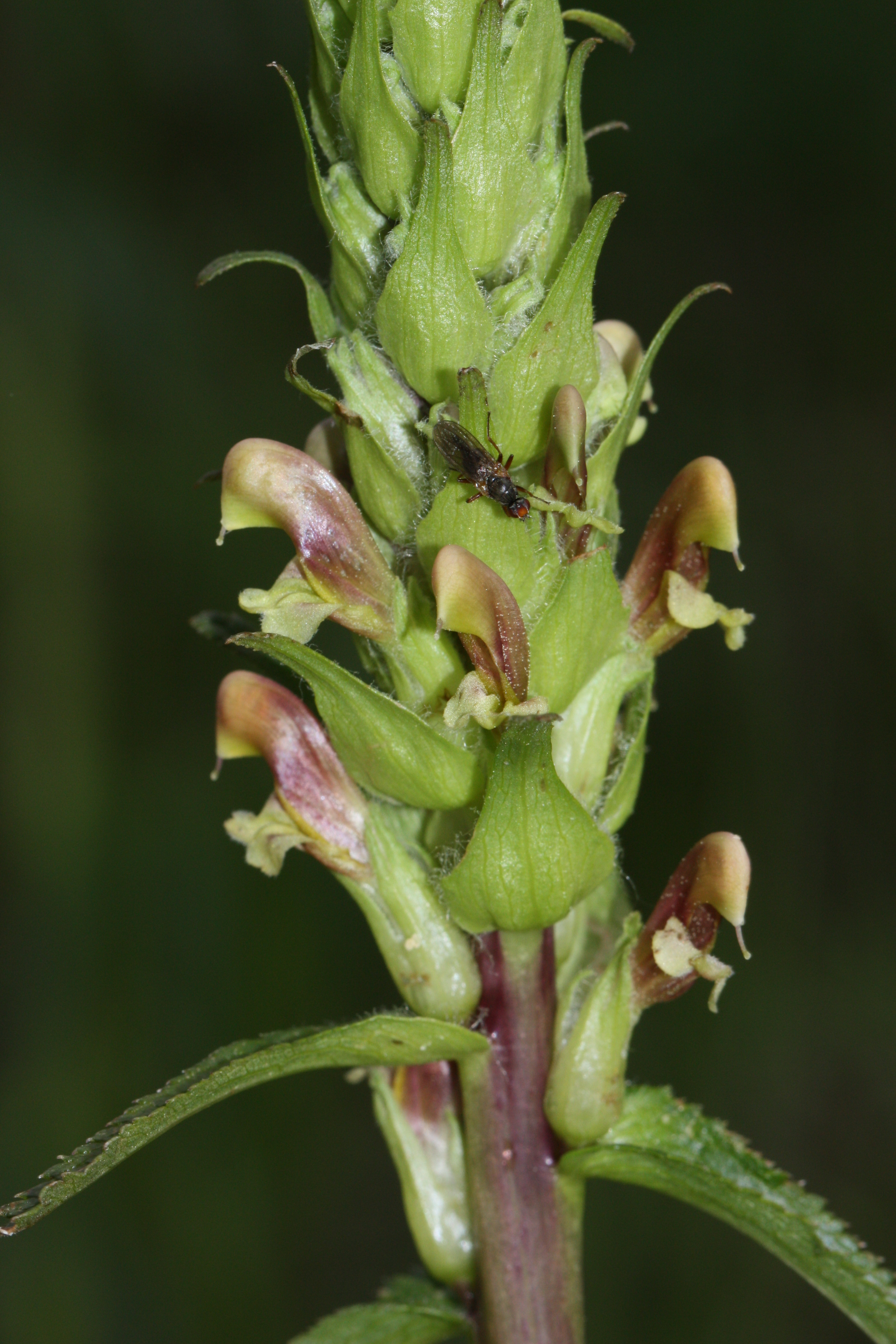
Pedicularis bracteosa

## C
- Pedicularis canadensis L., 1767
- Pedicularis canbyi A. Gray, 1886
- Pedicularis capitata Adams, 1817
- Pedicularis cenisia Gaudin, 1829
- Pedicularis centranthera A. Gray, 1859
- Pedicularis cephalantha Franch. ex Maxim., 1888
- Pedicularis cernua Bonati, 1907
- Pedicularis chamissonis Steven, 1823
- Pedicularis cheilanthifolia Schrenk, 1842
- Pedicularis chengxianensis Z.G. Ma & Z.Z. Ma, 1993
- Pedicularis chenocephala Diels, 1930
- Pedicularis chinensis Maxim., 1877
- Pedicularis chingii Bonati, 1927
- Pedicularis chumbica Prain, 1889
- Pedicularis cinerascens Franch., 1900
- Pedicularis clarkei Hook. f., 1884
- Pedicularis comosa L., 1753
- Pedicularis compacta Stephan ex Willd., 1800
- Pedicularis comptoniifolia Franch. ex Maxim., 1888
- Pedicularis confertiflora Prain, 1889
- Pedicularis confluens Tsoong, 1963
- Pedicularis conifera Maxim., 1890
- Pedicularis connata H.L. Li, 1948
- Pedicularis contorta Benth., 1838
- Pedicularis corydaloides Hand.-Mazz., 1936
- Pedicularis corymbifera H.P. Yang, 1980
- Pedicularis cranolopha Maxim., 1877
- Pedicularis craspedotricha Maxim., 1888
- Pedicularis crenata Maxim., 1888
- Pedicularis crenularis H.L. Li, 1949
- Pedicularis crenulata Benth., 1846
- Pedicularis cristatella Pennell & H.L. Li, 1948
- Pedicularis croizatiana H.L. Li, 1949
- Pedicularis cryptantha C. Marquand & Airy Shaw, 1929
- Pedicularis curvituba Maxim., 1877
- Pedicularis cyathophylla Franch., 1900
- Pedicularis cyathophylloides H. Limpr., 1922
- Pedicularis cyclorhyncha H.L. Li, 1949
- Pedicularis cymbalaria Bonati, 1921
- Pedicularis cyrtorhyncha Pennell, 1943
- Pedicularis cystopteridifolia Rydb., 1900

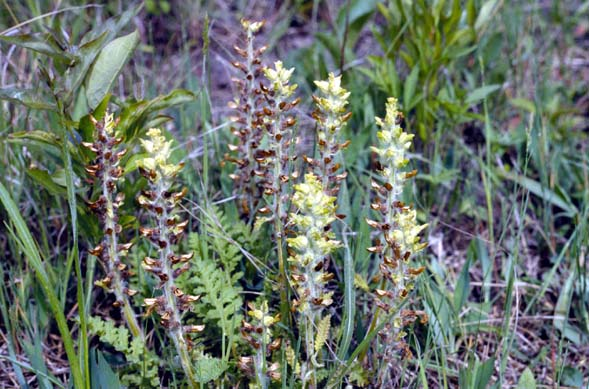
Pedicularis canadensis
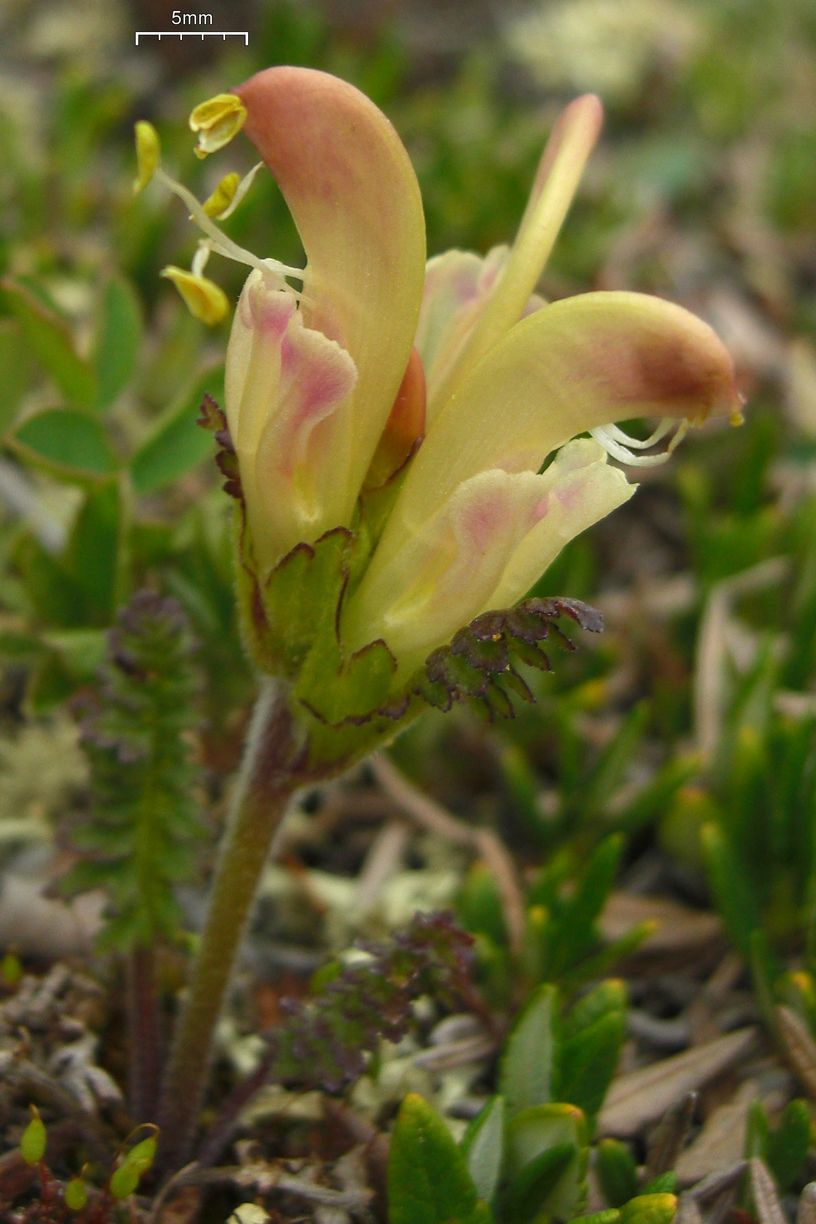
Pedicularis capitata
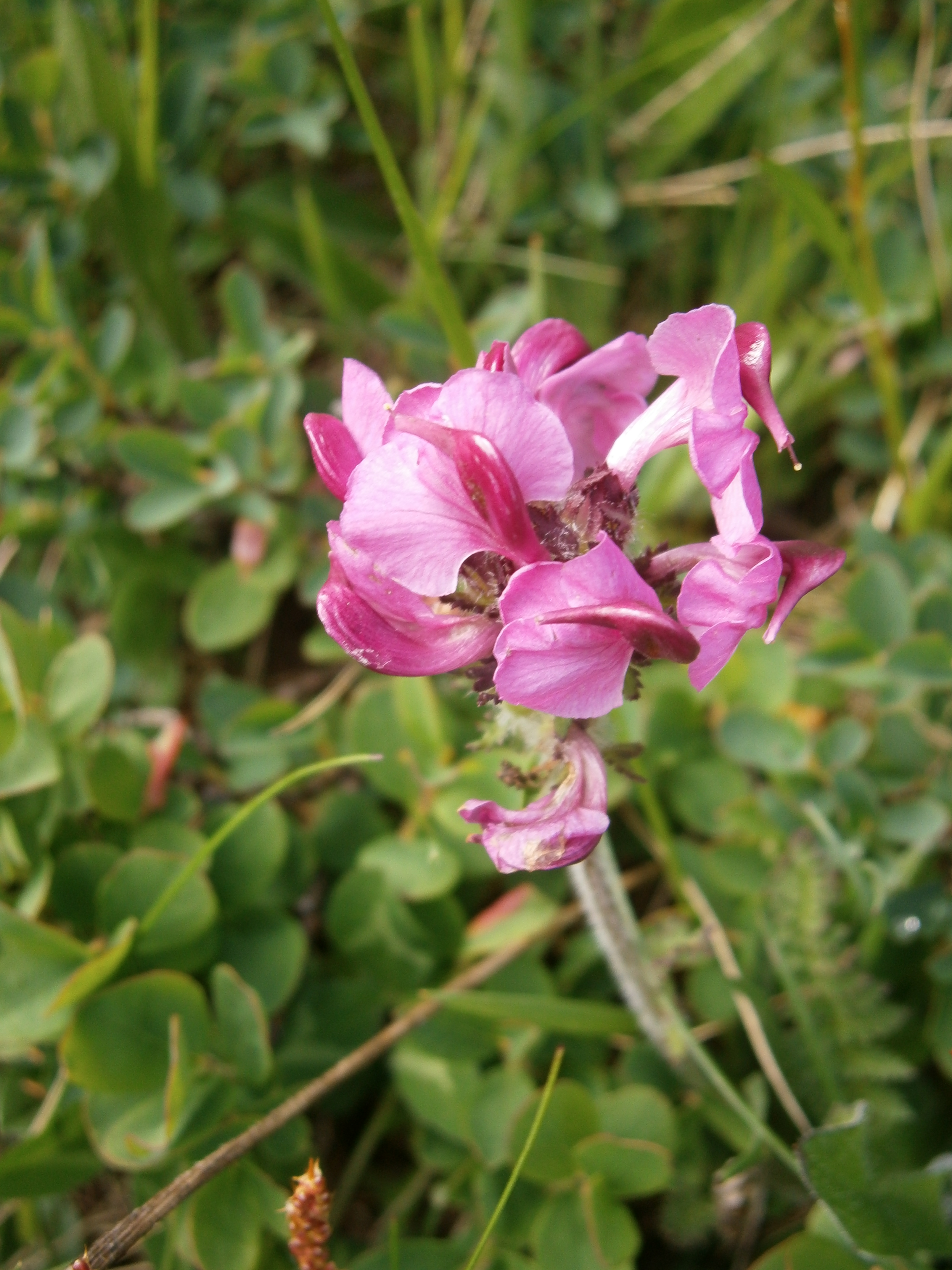
Pedicularis cenisia
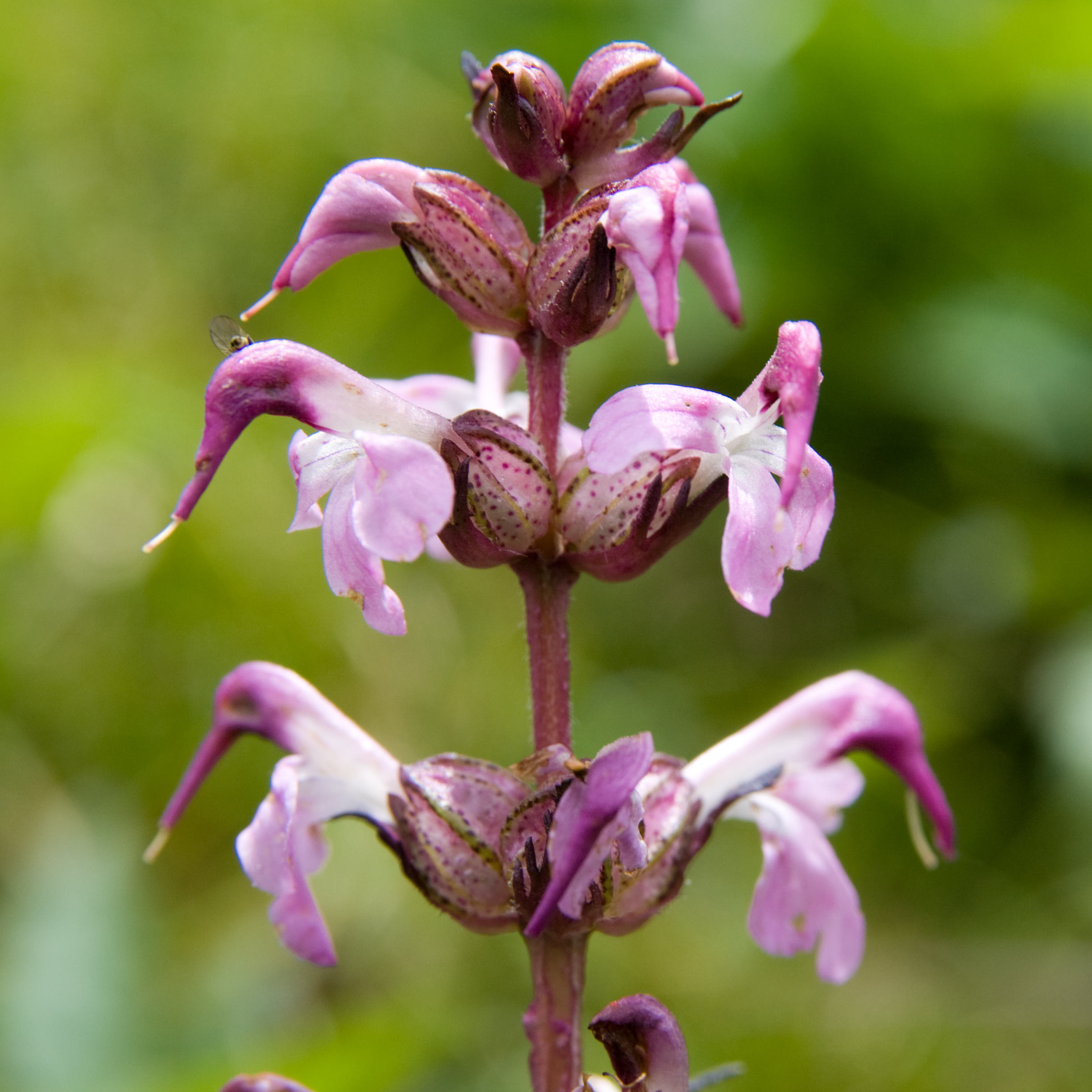
Pedicularis chamissonis
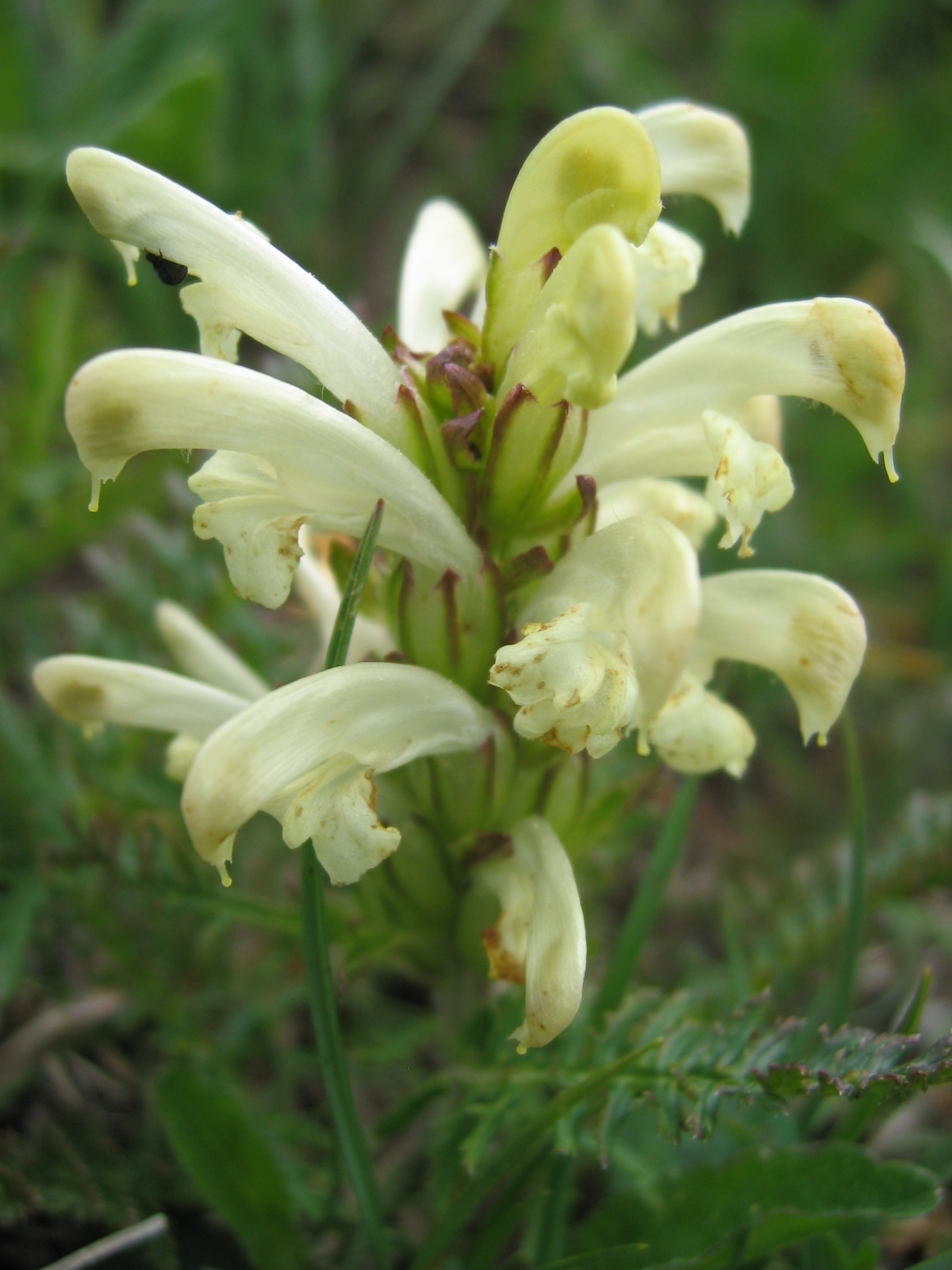
Pedicularis comosa
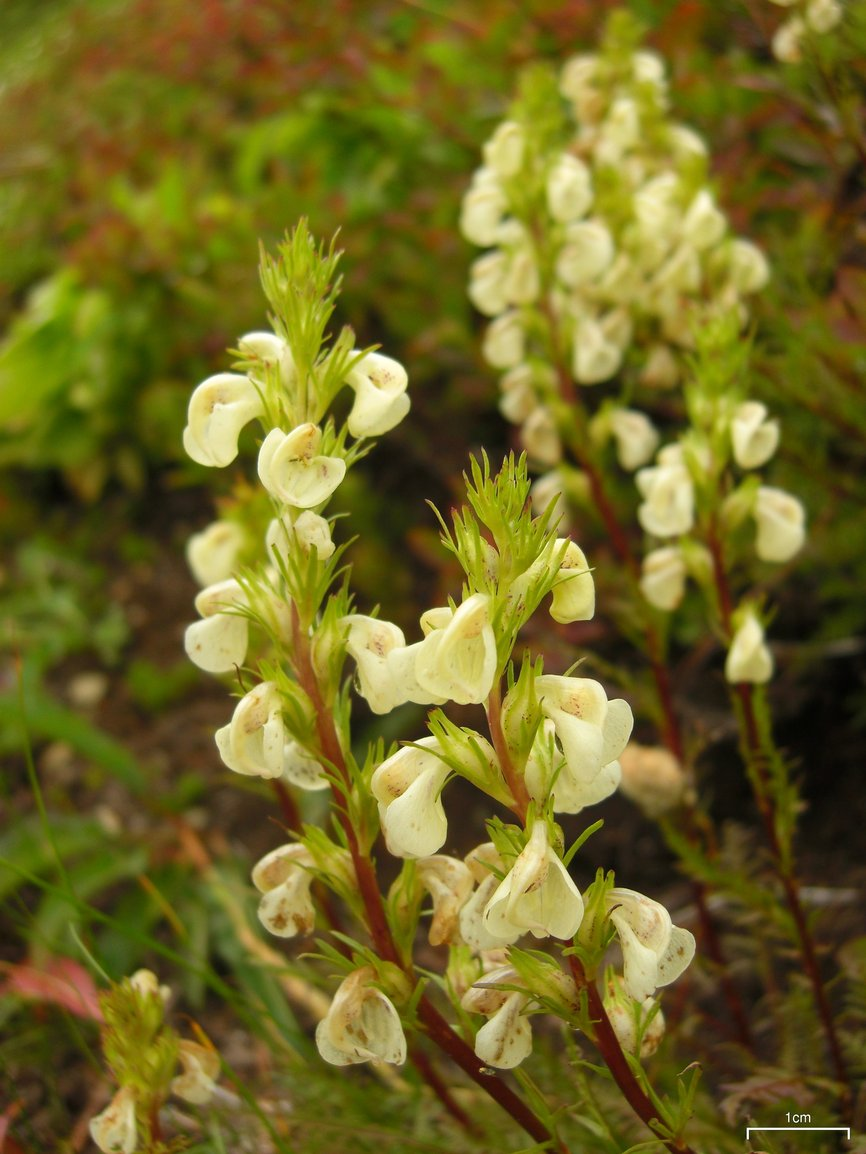
Pedicularis contorta
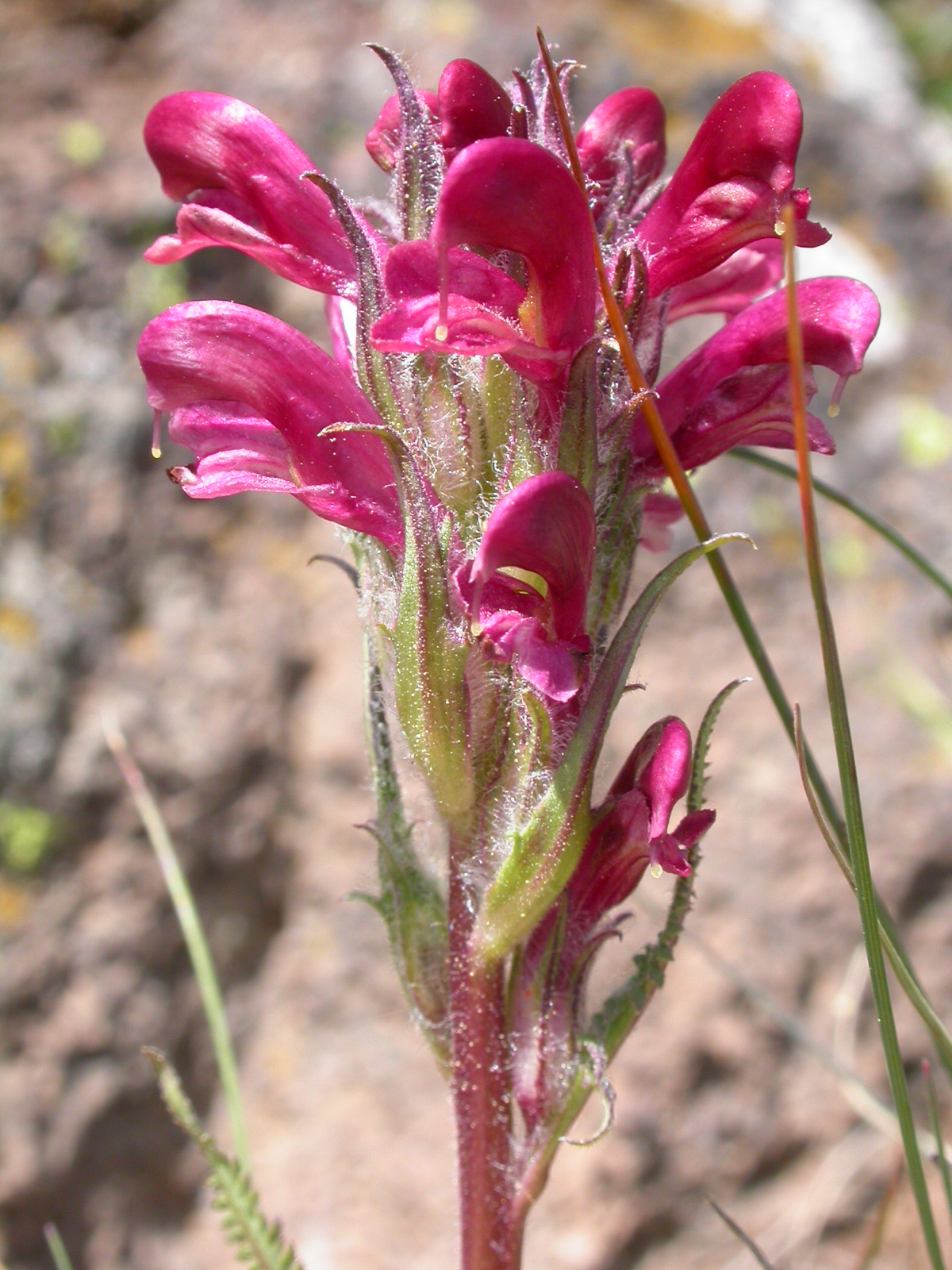
Pedicularis cystopteridifolia

## D
- Pedicularis daltonii Prain, 1889
- Pedicularis daochengensis H.P. Yang, 1990
- Pedicularis dasyantha Hadač, 1942
- Pedicularis dasystachys Schrenk, 1844
- Pedicularis daucifolia Bonati, 1908
- Pedicularis davidii Franch., 1888
- Pedicularis debilis Franch. ex Maxim., 1888
- Pedicularis decora Franch., 1900
- Pedicularis decorissima Diels, 1930
- Pedicularis deltoidea Franch. ex Maxim., 1888
- Pedicularis densiflora Benth., 1838
- Pedicularis densispica Franch. ex Maxim., 1888
- Pedicularis deqinensis H.P. Yang, 1990
- Pedicularis dichotoma Bonati, 1908
- Pedicularis dichrocephala Hand.-Mazz., 1936
- Pedicularis dielsiana Bonati, 1907
- Pedicularis diffusa Prain, 1893
- Pedicularis dissecta (Bonati) Pennell & H.L. Li, 1949
- Pedicularis dissectifolia H.L. Li, 1949
- Pedicularis dolichantha Bonati, 1921
- Pedicularis dolichocymba Hand.-Mazz., 1920
- Pedicularis dolichoglossa H.L. Li, 1948
- Pedicularis dolichorrhiza Schrenk, 1842
- Pedicularis dolichostachya H.L. Li, 1948
- Pedicularis duclouxii Bonati, 1908
- Pedicularis dudleyi Elmer, 1906
- Pedicularis dulongensis H.P. Yang, 1990
- Pedicularis dunniana Bonati, 1913

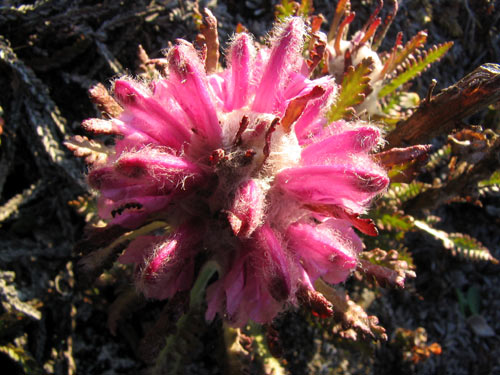
Pedicularis dasyantha
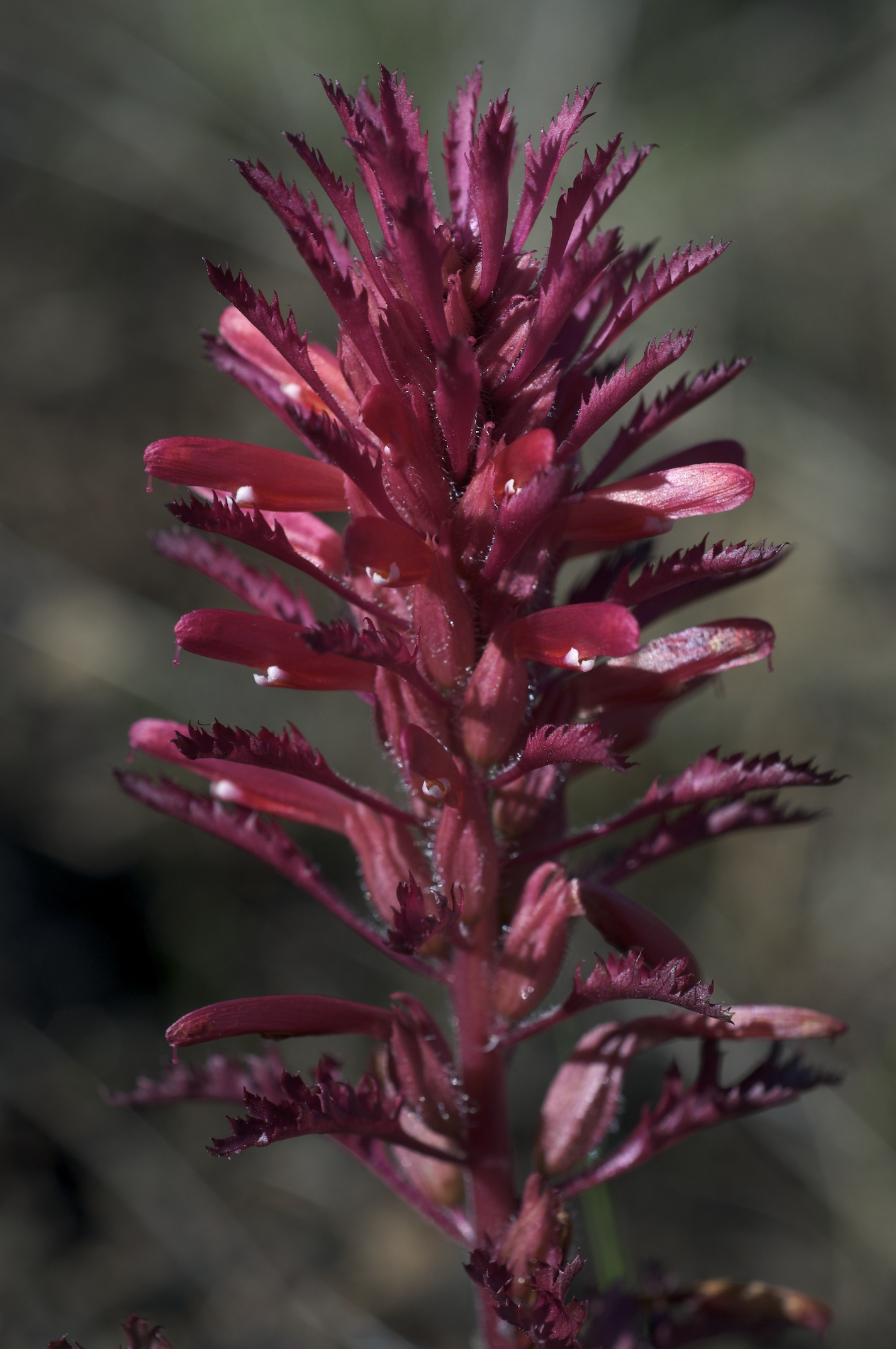
Pedicularis densiflora
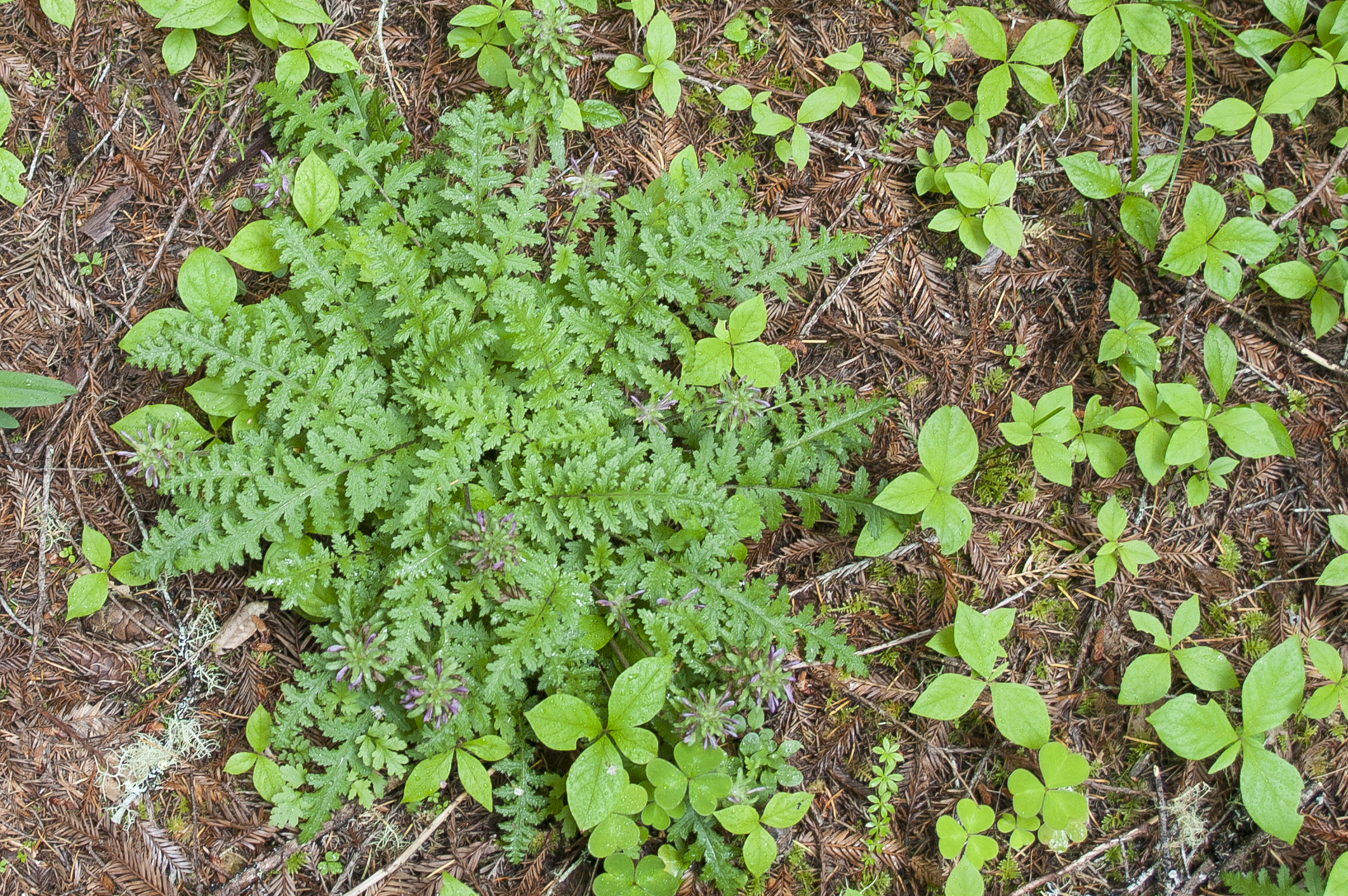
Pedicularis dudleyi

## E
- Pedicularis elata Willd., 1800
- Pedicularis elegans Ten., 1835
- Pedicularis elliotii Tsoong, 1955
- Pedicularis elongata A.Kern., 1870
- Pedicularis elwesii Hook. f., 1884
- Pedicularis eriantha T.N. Popova
- Pedicularis exaltata Besser, 1832
- Pedicularis excelsa Hook. f., 1884

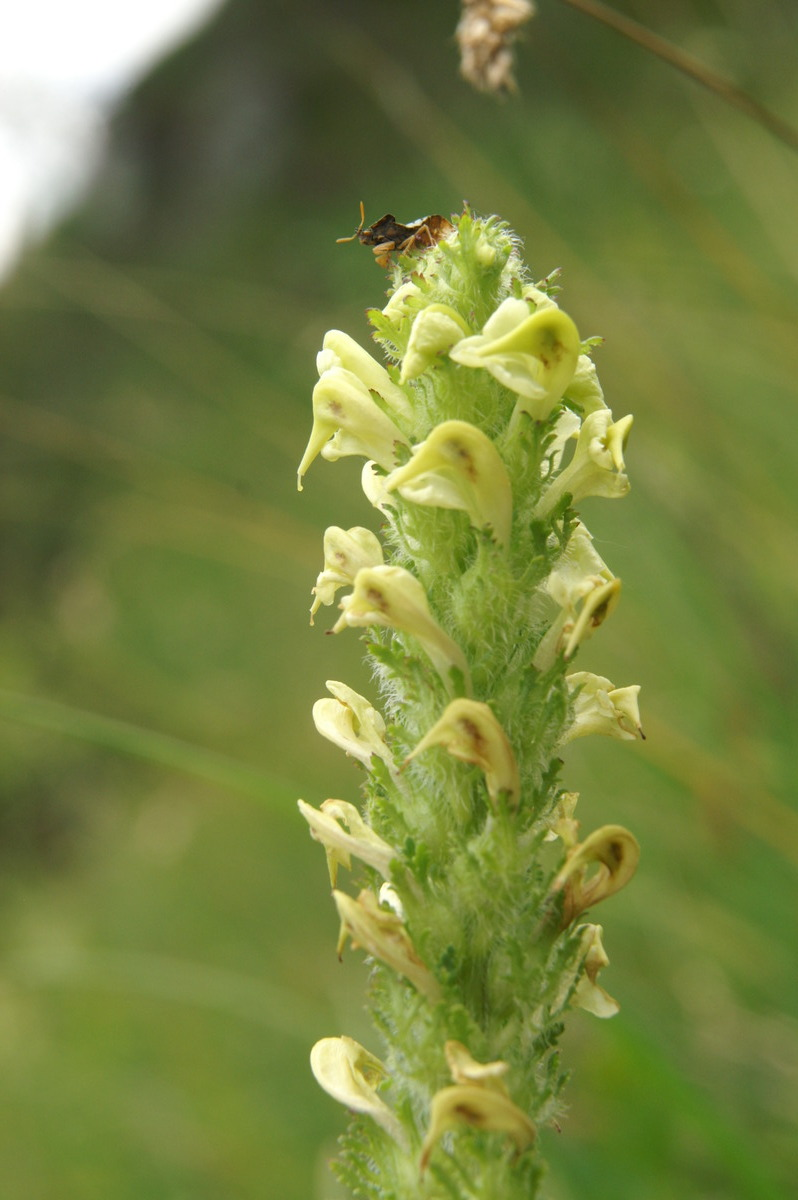
Pedicularis elongata

## F
- Pedicularis fargesii Franch., 1900
- Pedicularis fastigiata Franch., 1900
- Pedicularis fengii H.L. Li, 1949
- Pedicularis ferdinandi Bornm., 1922
- Pedicularis fetisowii Regel, 1879
- Pedicularis filicifolia Hemsl., 1890
- Pedicularis filicula Franch. ex Maxim., 1888
- Pedicularis filiculiformis Tsoong, 1955
- Pedicularis fissa Turcz., 1843
- Pedicularis flaccida Prain, 1893
- Pedicularis flammea L., 1753
- Pedicularis flava Pall., 1776
- Pedicularis flavida Pennell, 1934
- Pedicularis fletcherii Tsoong, 1955
- Pedicularis flexuosa Hook. f., 1884
- Pedicularis floribunda Franch., 1900
- Pedicularis foliosa L., 1767
- Pedicularis forrestiana Bonati, 1911
- Pedicularis fragarioides Tsoong, 1963
- Pedicularis franchetiana Maxim., 1888
- Pedicularis friderici-augusti Tomm., 1839
- Pedicularis furbishiae S. Watson, 1882
- Pedicularis furfuracea Wall. ex Benth., 1835

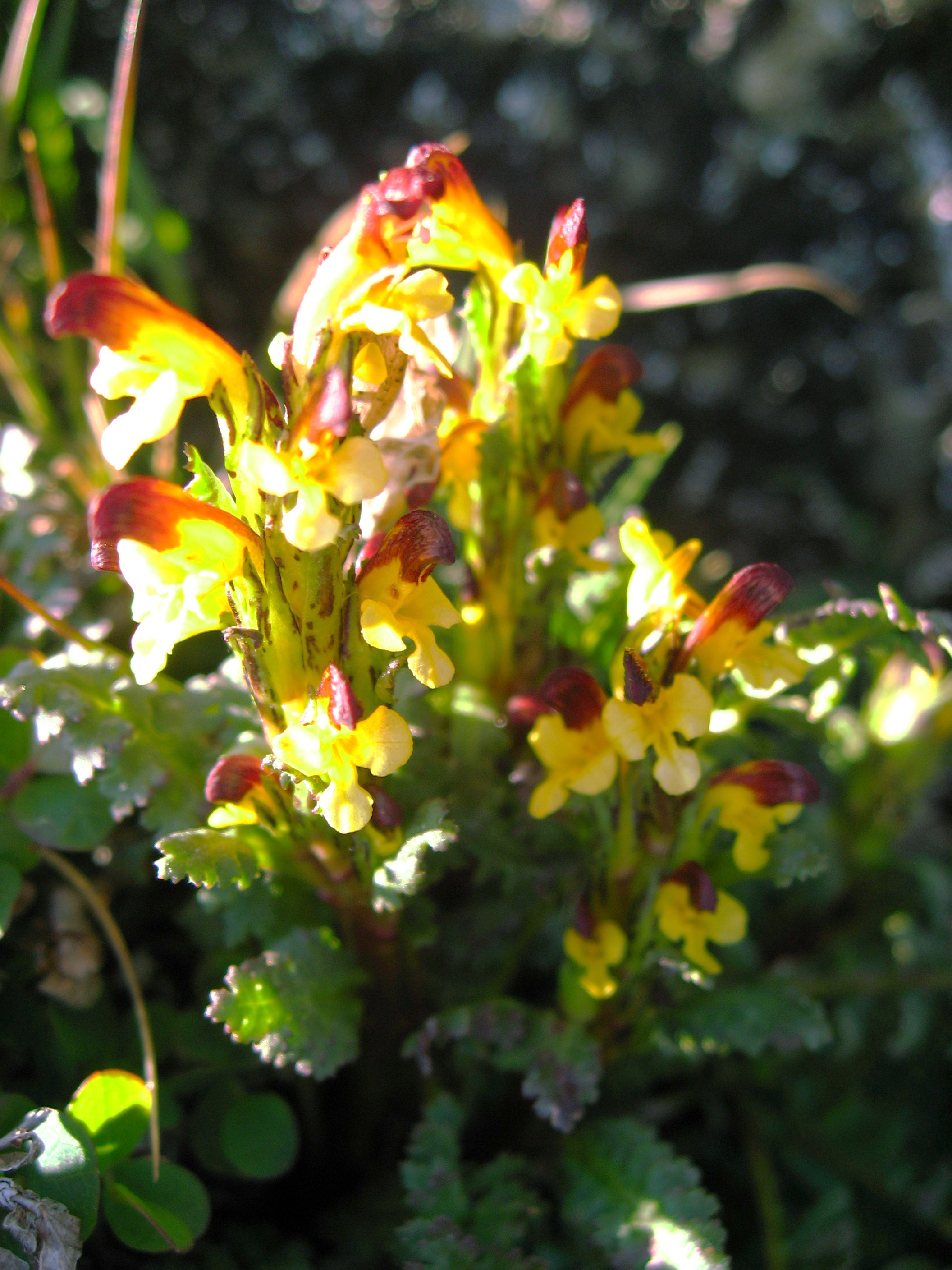
Pedicularis flammea
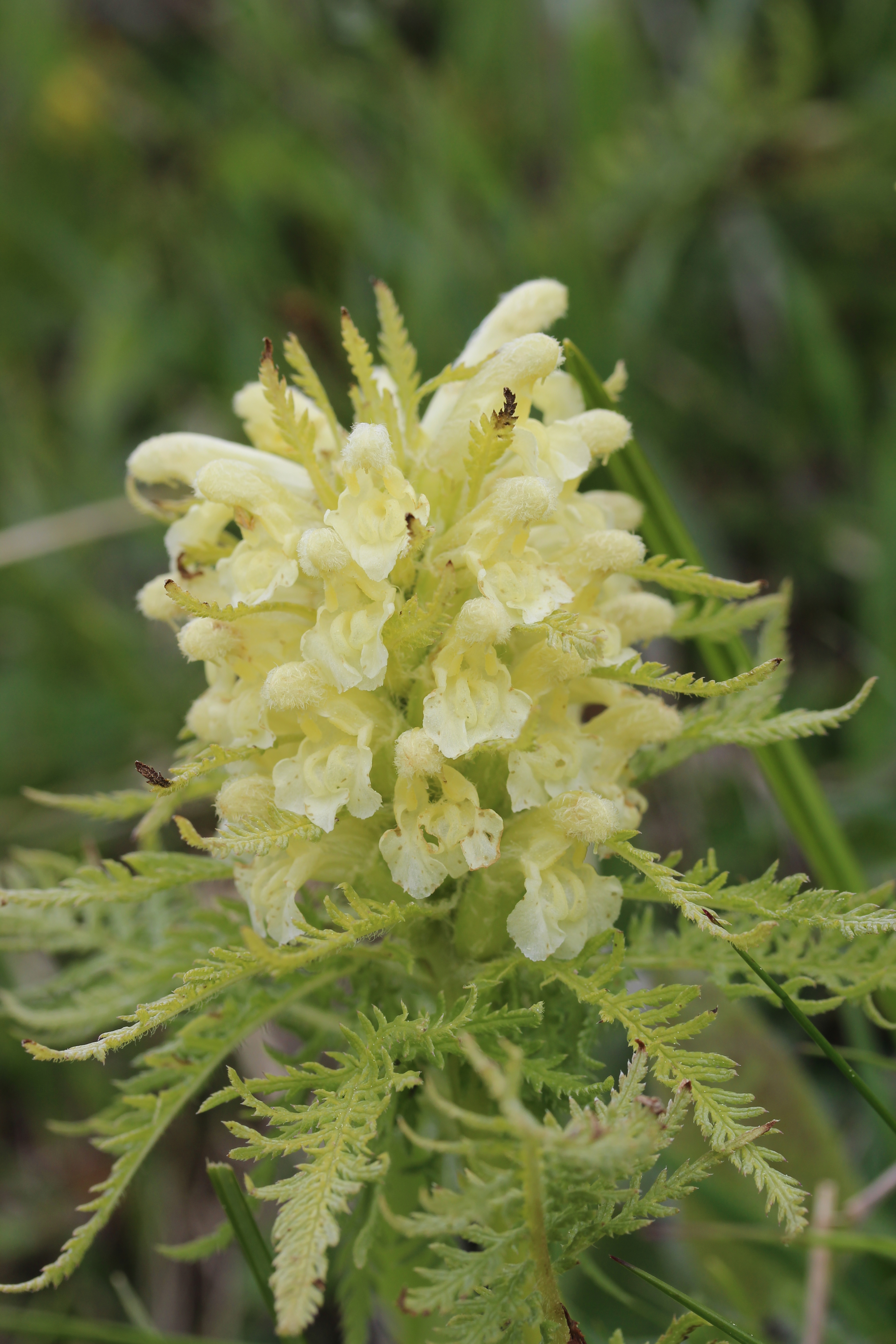
Pedicularis foliosa
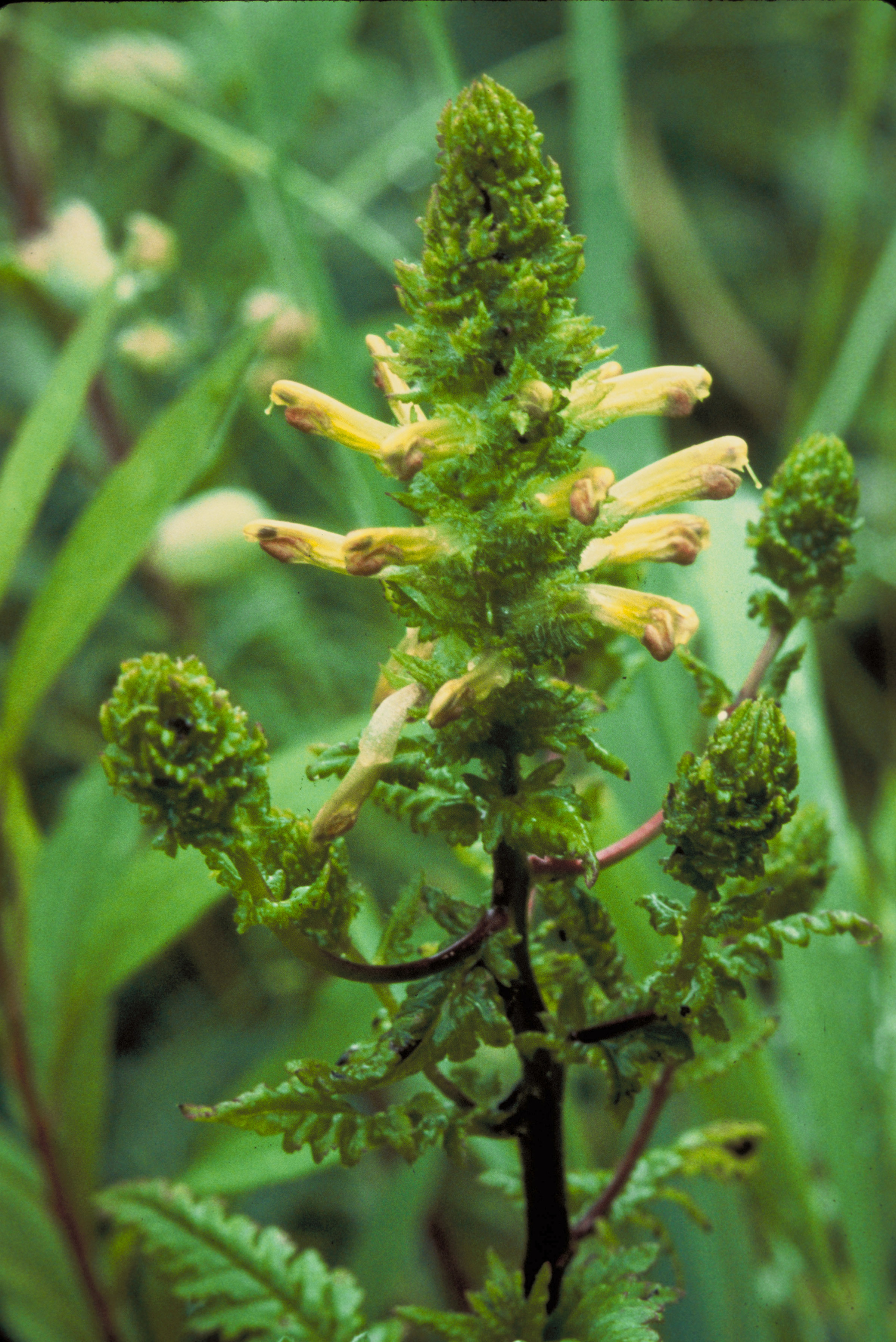
Pedicularis furbishiae

## G
- Pedicularis gagnepainiana Bonati, 1927
- Pedicularis galeata Bonati, 1921
- Pedicularis ganpinensis Vaniot, 1904
- Pedicularis garckeana Prain ex Maxim., 1888
- Pedicularis geosiphon Harry Sm. & Tsoong, 1963
- Pedicularis giraldiana Diels ex Bonati, 1911
- Pedicularis glabra McVaugh & Mellich., 1975
- Pedicularis glabrescens H.L. Li, 1948
- Pedicularis globifera Hook. f., 1884
- Pedicularis gongshanensis H.P. Yang, 1990
- Pedicularis gordonii McVaugh & Koptur
- Pedicularis gracilicaulis H.L. Li, 1949
- Pedicularis gracilis Wall. ex Benth., 1835
- Pedicularis gracilituba H.L. Li, 1949
- Pedicularis graeca Bunge, 1843
- Pedicularis grandiflora Fisch., 1812
- Pedicularis grayi A. Nelson, 1904
- Pedicularis groenlandica Retz., 1795
- Pedicularis gruina Franch. ex Maxim., 1888
- Pedicularis gyirongensis H.P. Yang, 1982
- Pedicularis gymnostachys (Trautv.) A.P. Khokhr., 1985
- Pedicularis gyroflexa Vill., 1786
- Pedicularis gyrorhyncha Franch. ex Maxim., 1888

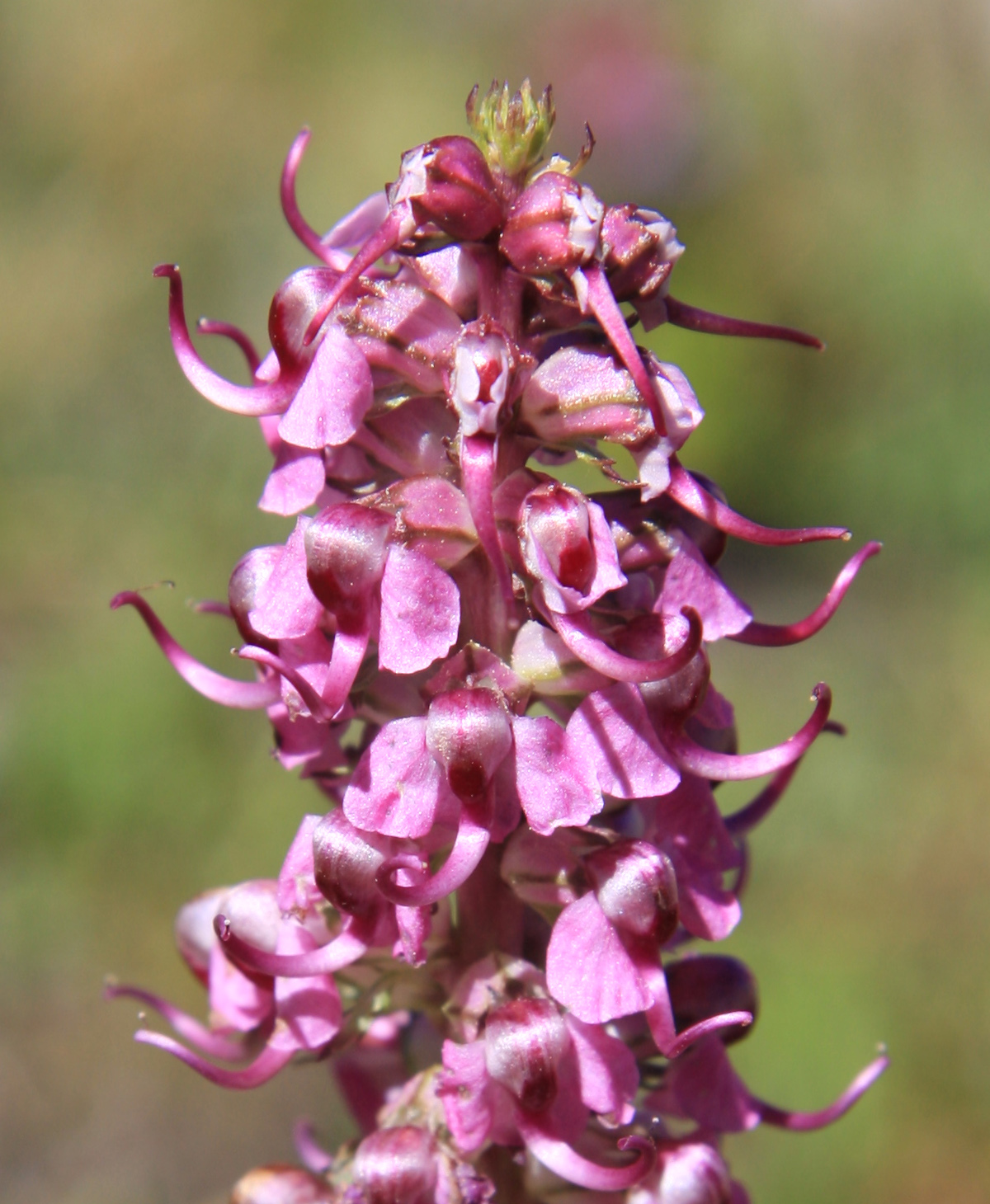
Pedicularis groenlandica
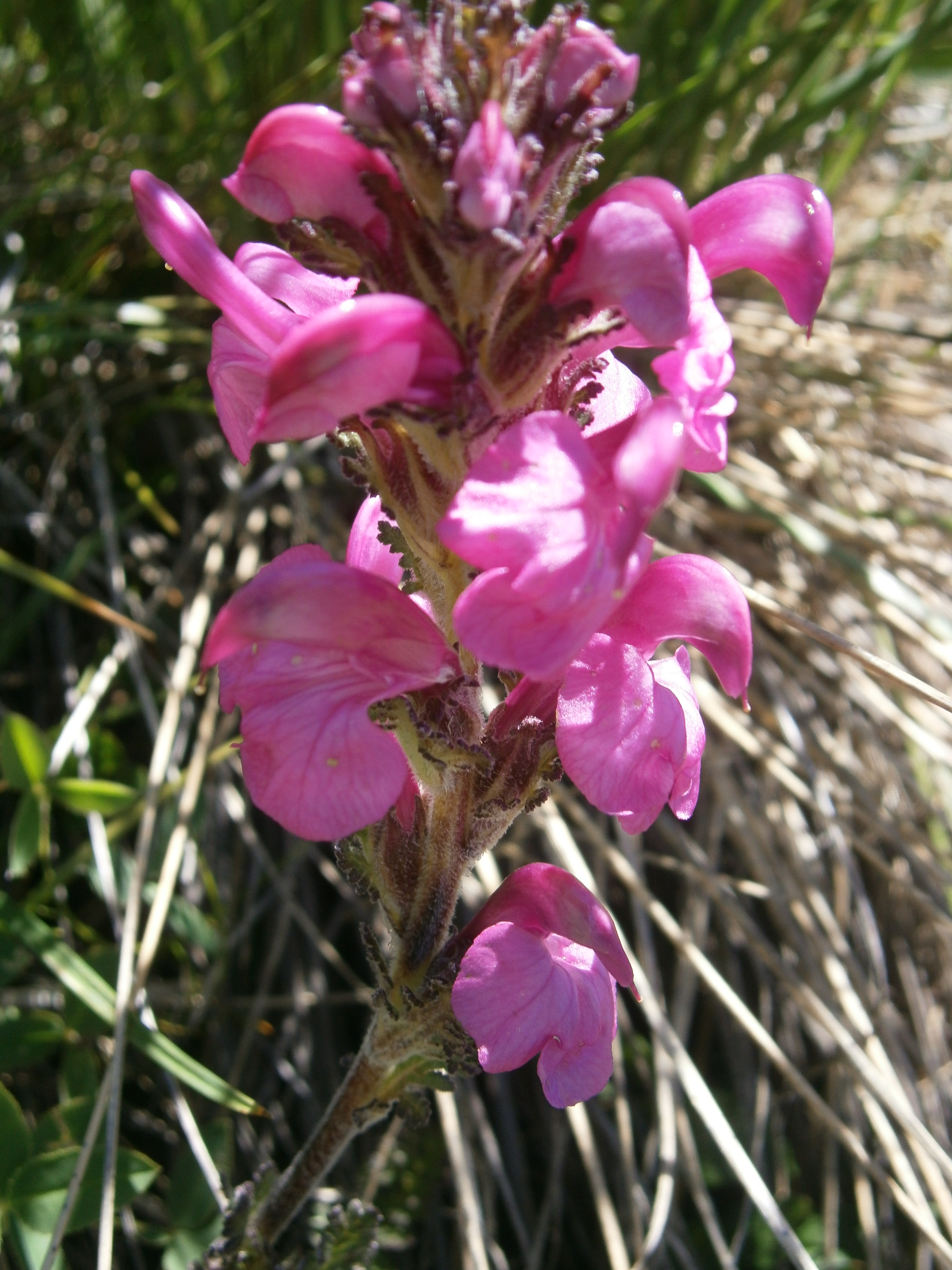
Pedicularis gyroflexa

## H
- Pedicularis habachanensis Bonati, 1926
- Pedicularis hacquetii Graf, 1834
- Pedicularis hemsleyana Prain, 1892
- Pedicularis henryi Maxim., 1888
- Pedicularis heterodonta Pancic, 1884
- Pedicularis hintonii McVaugh & Mellich.
- Pedicularis hirsuta L., 1753
- Pedicularis hirtella Franch., 1890
- Pedicularis hoermanniana K.Malý, 1900
- Pedicularis hoffmeisteri Klotzsch, 1862
- Pedicularis holocalyx Hand.-Mazz., 1936
- Pedicularis honanensis Tsoong, 1963
- Pedicularis hookeriana Wall. ex Benn., 1835
- Pedicularis howellii A. Gray, 1885
- Pedicularis humilis Bonati, 1921
- Pedicularis hypophylla T. Yamaz., 2003

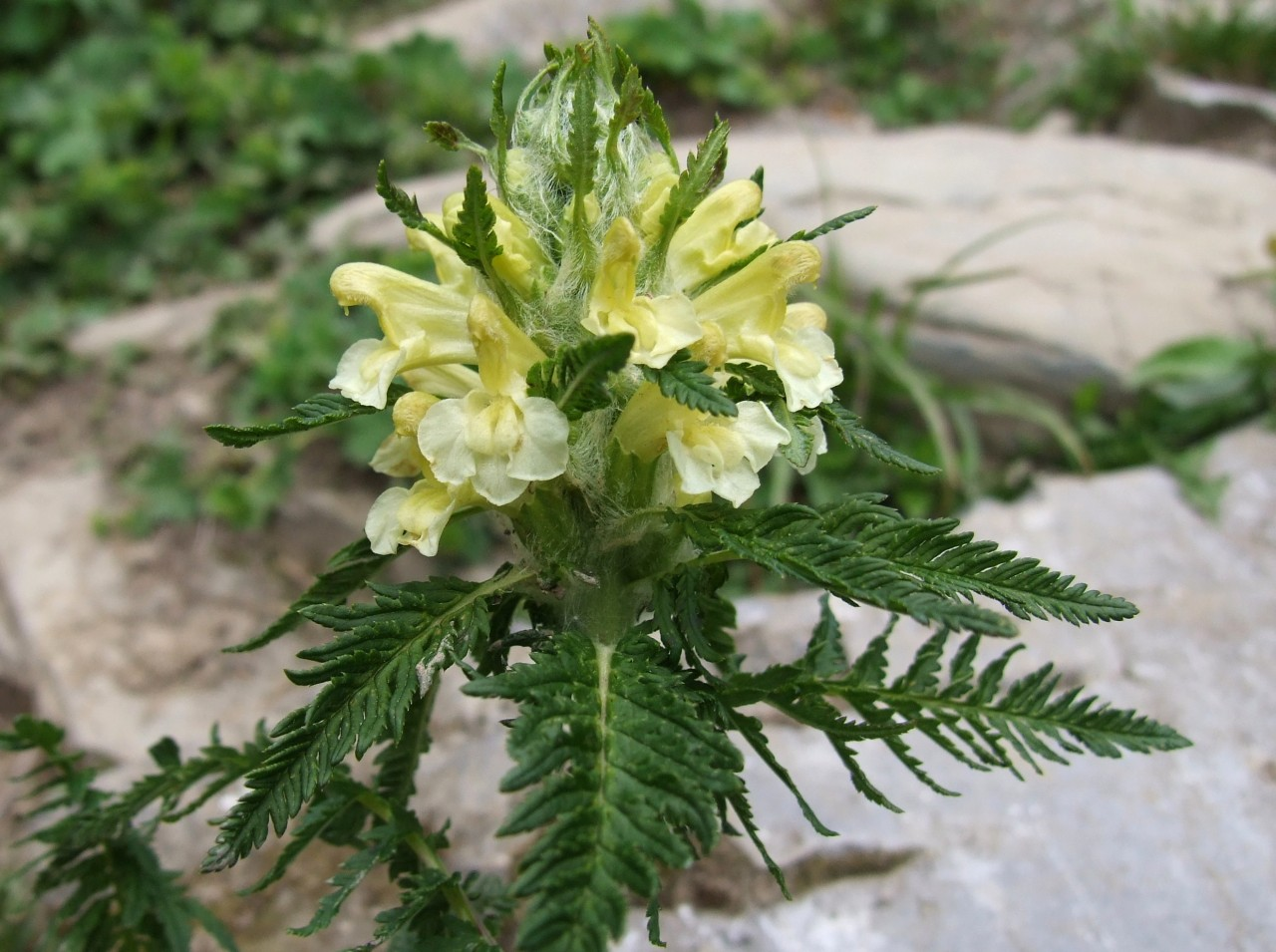
Pedicularis hacquetii
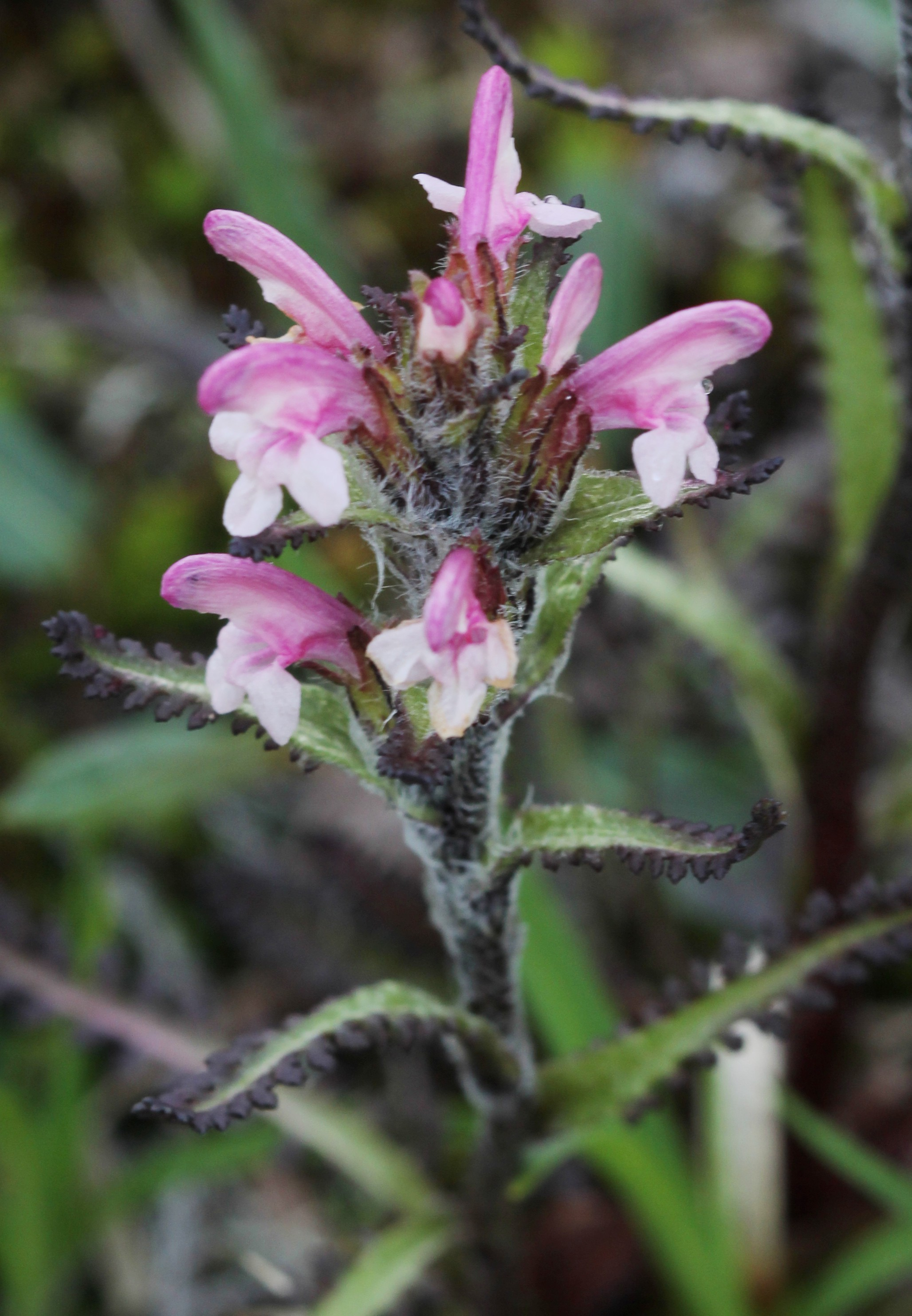
Pedicularis hirsuta

## I
- Pedicularis ikomai Sasaki, 1930
- Pedicularis inaequilobata Tsoong, 1963
- Pedicularis incarnata L., 1753
- Pedicularis incurva Benth., 1846
- Pedicularis infirma H.L. Li, 1949
- Pedicularis inflexirostris F. S. Yang, D.Y. Hong & X. Q. Wang, 2003
- Pedicularis ingens Maxim., 1888
- Pedicularis insignis Bonati, 1921
- Pedicularis integrifolia Hook. f., 1884
- Pedicularis interior (Hultén) Molau & D.F. Murray, 1996
- Pedicularis interioroides (Hultén) A.P. Khokhr., 1985
- Pedicularis interrupta Stephan ex Willd., 1800

## J
- Pedicularis julica E.Mayer, 1961

## K
- Pedicularis kangtingensis Tsoong, 1963
- Pedicularis kansuensis Maxim., 1881
- Pedicularis kariensis Bonati, 1921
- Pedicularis kashmiriana Pennell, 1943
- Pedicularis kaufmannii Pinzger, 1868
- Pedicularis kawaguchii T. Yamaz., 1980
- Pedicularis keiskei Franch. & Sav.
- Pedicularis kerneri Dalla Torre, 1882
- Pedicularis kialensis Franch., 1900
- Pedicularis kiangsiensis Tsoong & S.H. Cheng, 1963
- Pedicularis kongboensis Tsoong, 1955
- Pedicularis koueytchensis Bonati, 1927

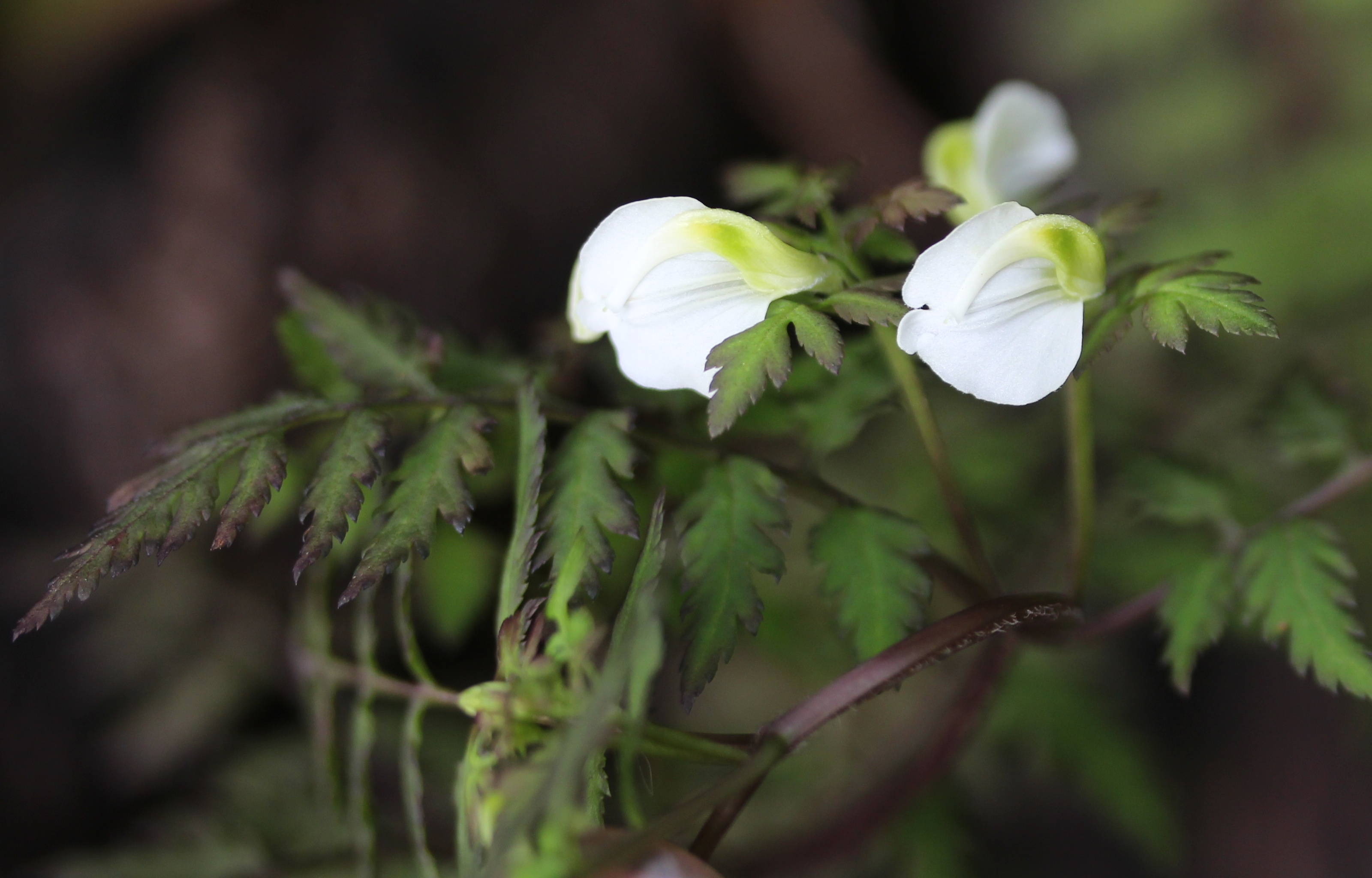
Pedicularis keiskei
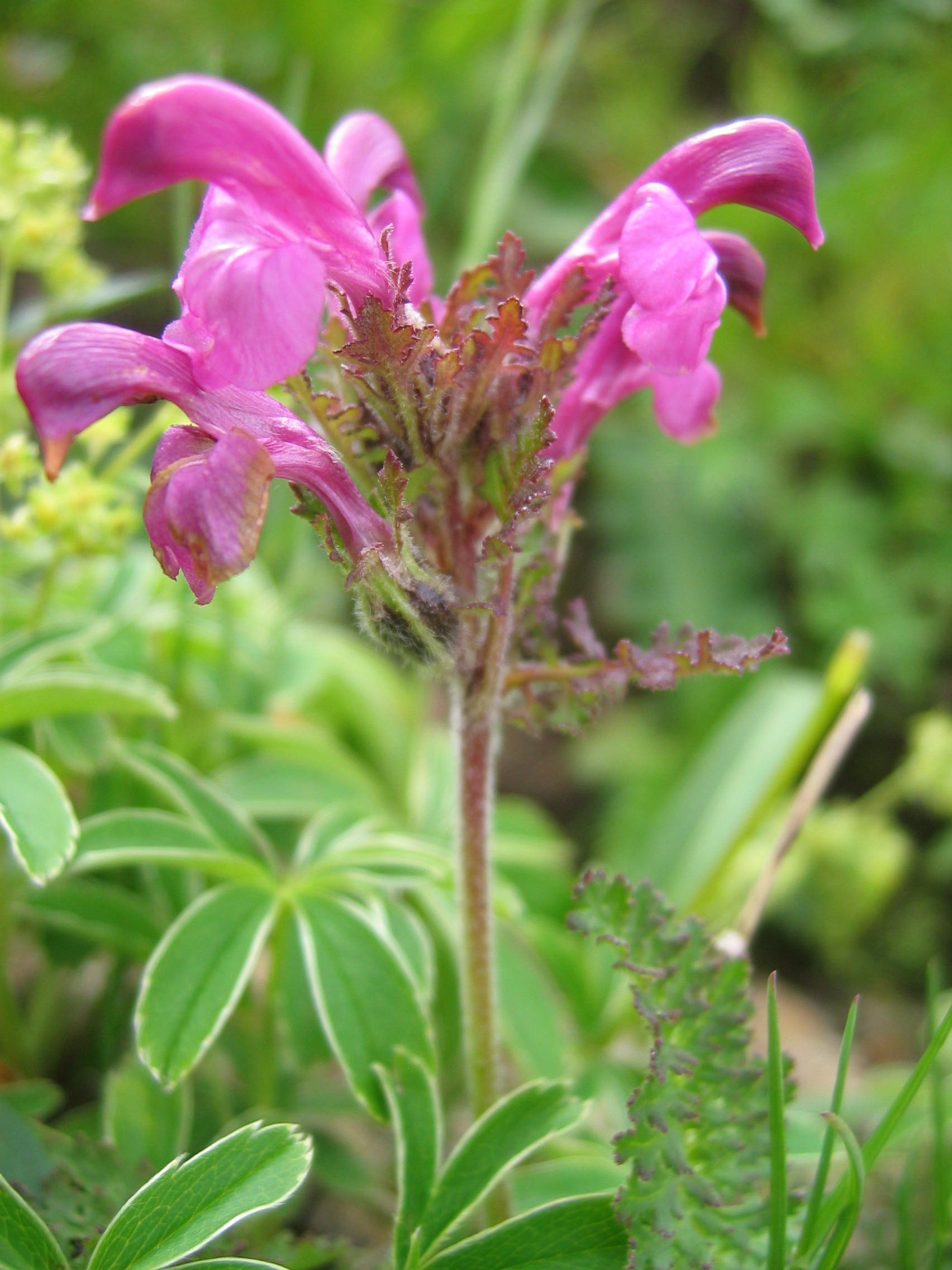
Pedicularis kerneri

## L
- Pedicularis labordei Vaniot ex Bonati, 1904
- Pedicularis labradorica Wirsing, 1778
- Pedicularis lachnoglossa Hook. f., 1884
- Pedicularis lamioides Hand.-Mazz., 1936
- Pedicularis lanata Willd. ex Cham. & Schltdl., 1827
- Pedicularis lanceolata Michx., 1803
- Pedicularis langsdorffii Fisch. ex Steven, 1823
- Pedicularis lanpingensis H.P. Yang, 1984
- Pedicularis lapponica L., 1753
- Pedicularis lasiophrys Maxim., 1877
- Pedicularis lasiostachys Bunge, 1830
- Pedicularis latibracteata T. Yamaz., 2001
- Pedicularis latifolia Pennell, 1934
- Pedicularis latirostris Tsoong, 1963
- Pedicularis latituba Bonati, 1908
- Pedicularis laxiflora Franch., 1900
- Pedicularis laxispica H.L. Li, 1948
- Pedicularis lecomtei Bonati, 1908
- Pedicularis legendrei Bonati, 1911
- Pedicularis leptosiphon H.L. Li, 1949
- Pedicularis leucodon Griseb., 1844
- Pedicularis likiangensis Franch. ex Maxim., 1888
- Pedicularis limnogena A.Kern., 1863
- Pedicularis limprichtiana Hand.-Mazz., 1925
- Pedicularis lineata Franch. ex Maxim., 1888
- Pedicularis lingelsheimiana H. Limpr., 1922
- Pedicularis lobatorostrata T. Yamaz., 2003
- Pedicularis longicalyx H.P. Yang, 1980
- Pedicularis longicaulis Franch. ex Maxim., 1888
- Pedicularis longiflora Rudolph, 1811
- Pedicularis longipes Maxim., 1888
- Pedicularis longipetiolata Franch. ex Maxim., 1888
- Pedicularis longistipitata Tsoong, 1963
- Pedicularis lophotricha H.L. Li, 1949
- Pedicularis ludwigii Regel, 1868
- Pedicularis lunglingensis Bonati, 1926
- Pedicularis lutescens Franch. ex Maxim., 1888
- Pedicularis lyrata Prain ex Maxim., 1888

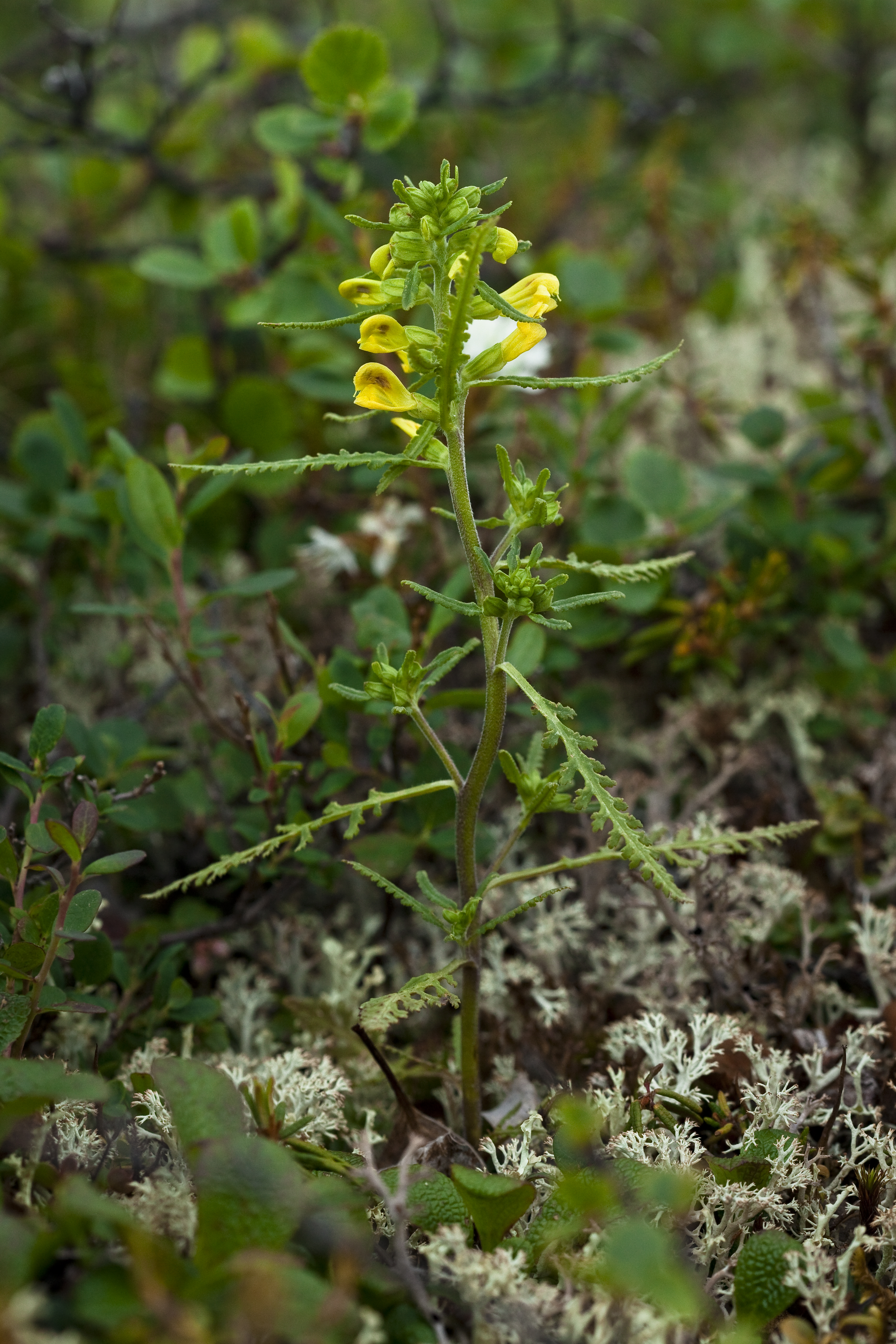
Pedicularis labradorica
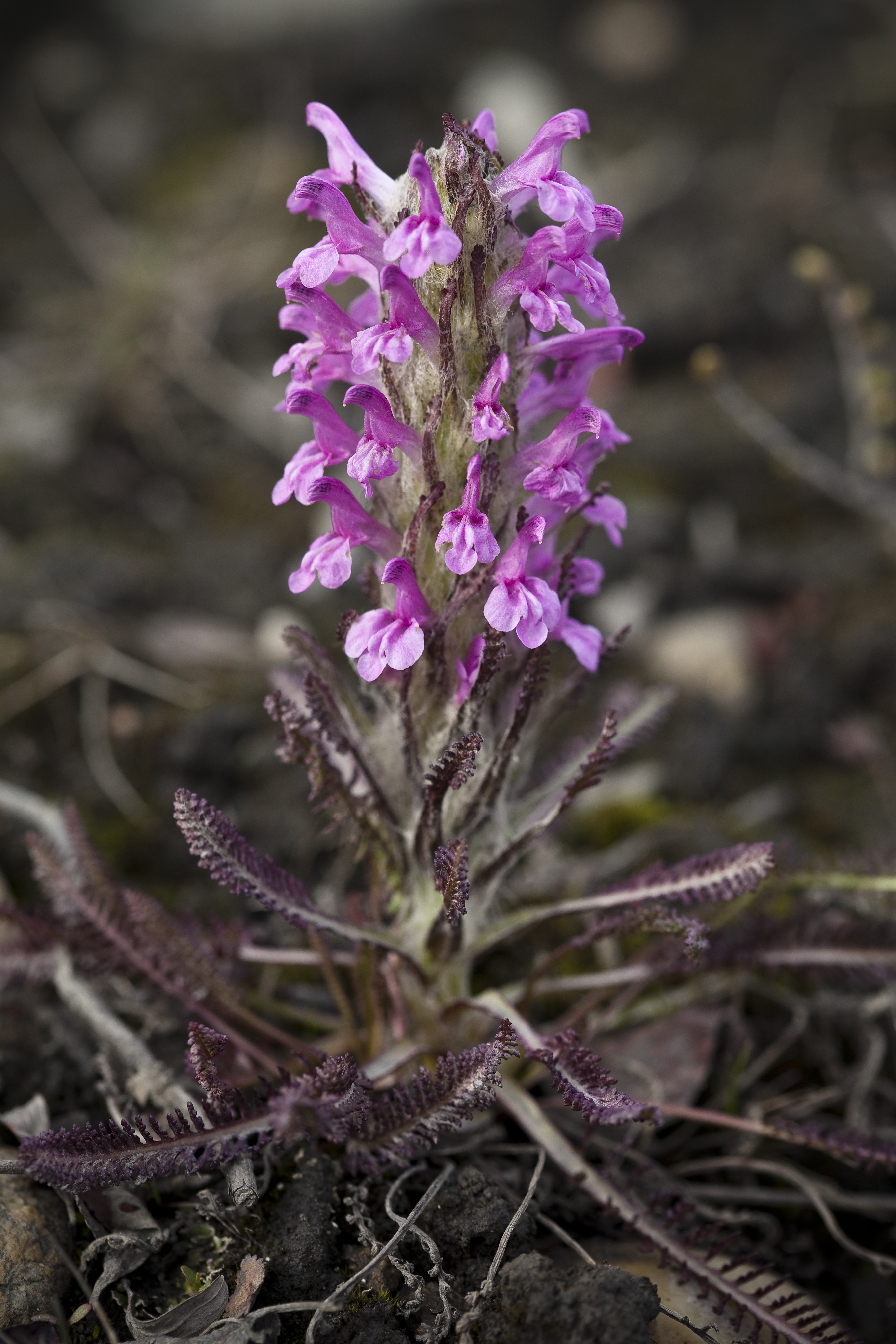
Pedicularis lanata
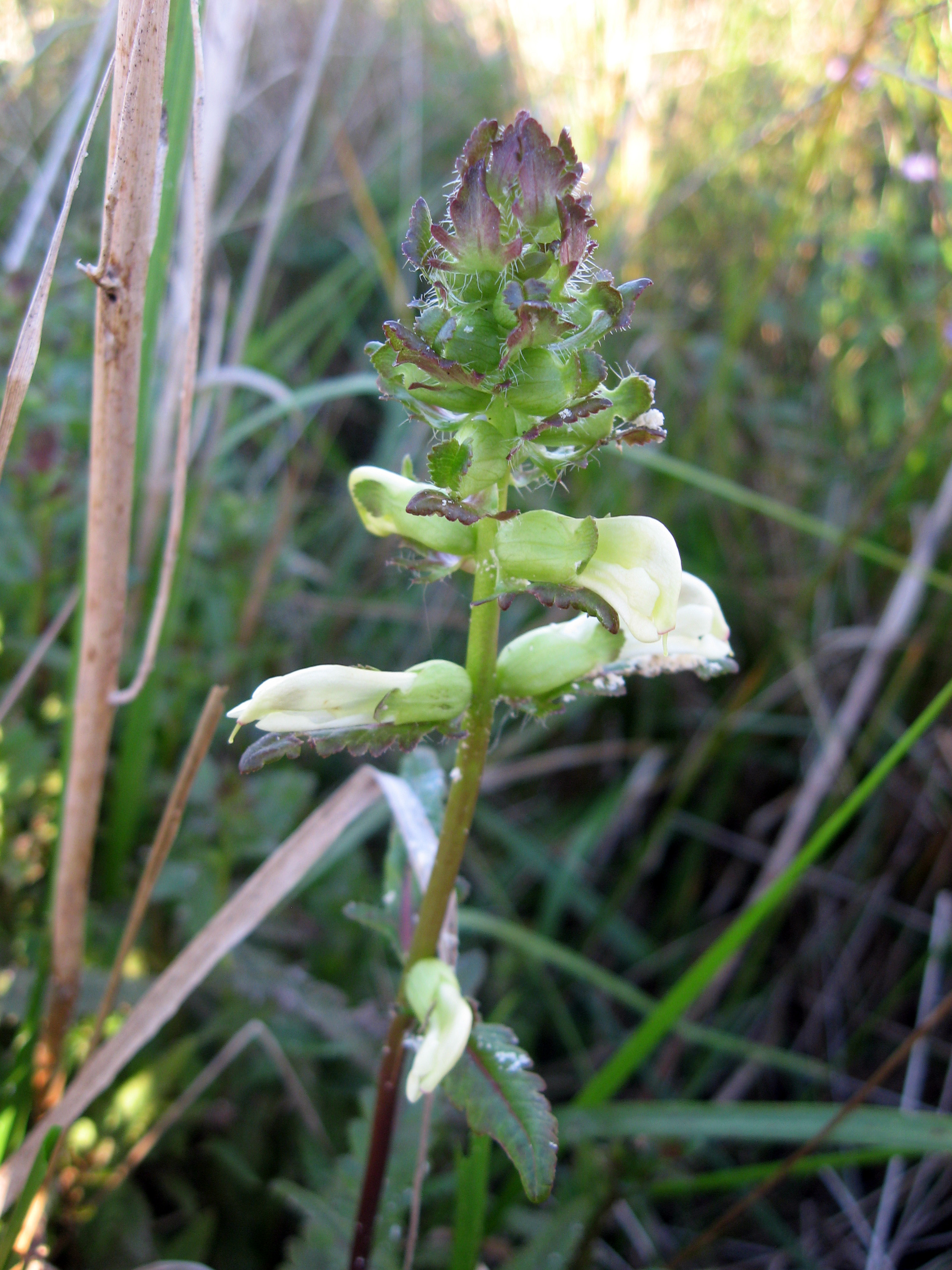
Pedicularis lanceolata
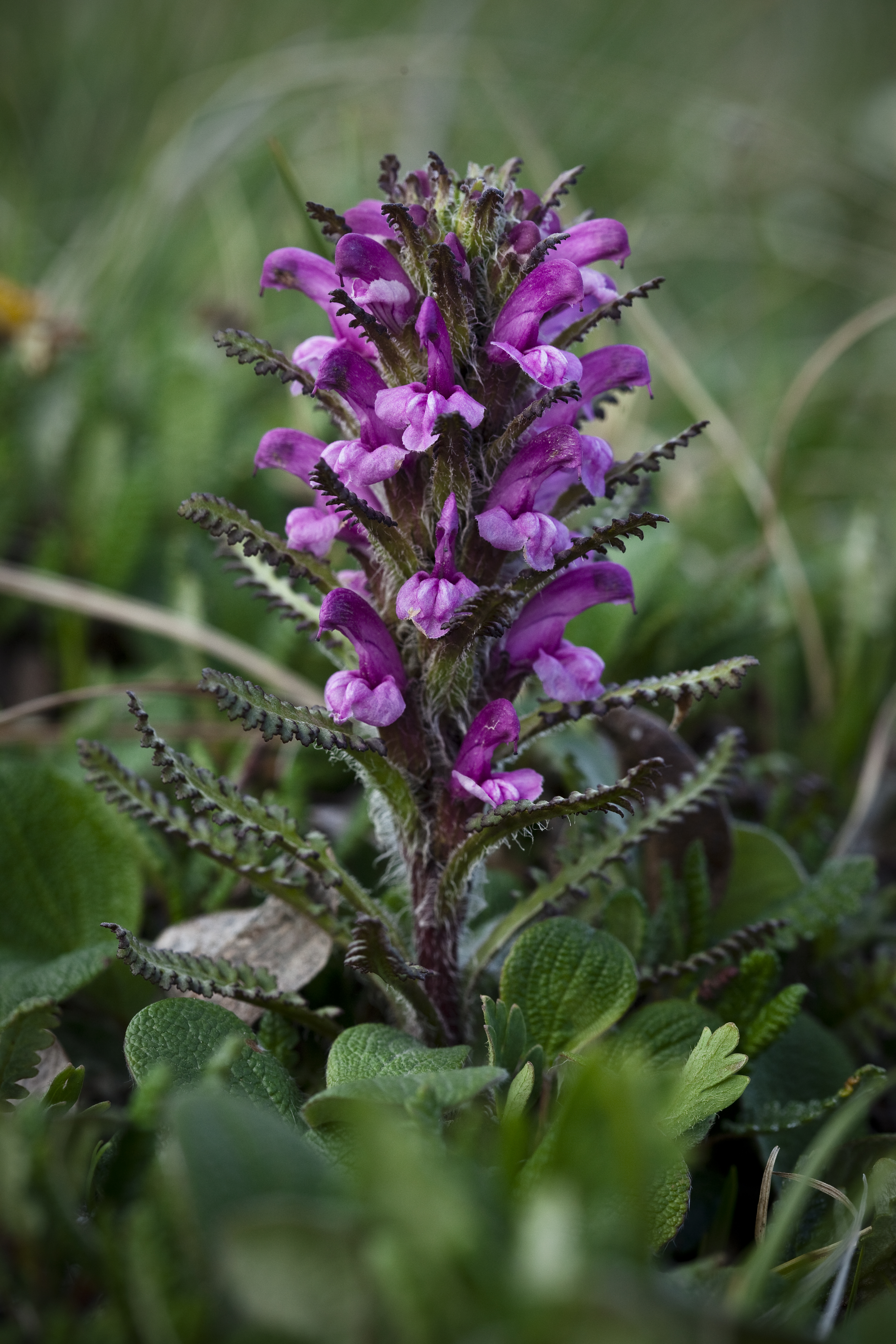
Pedicularis langsdorffii
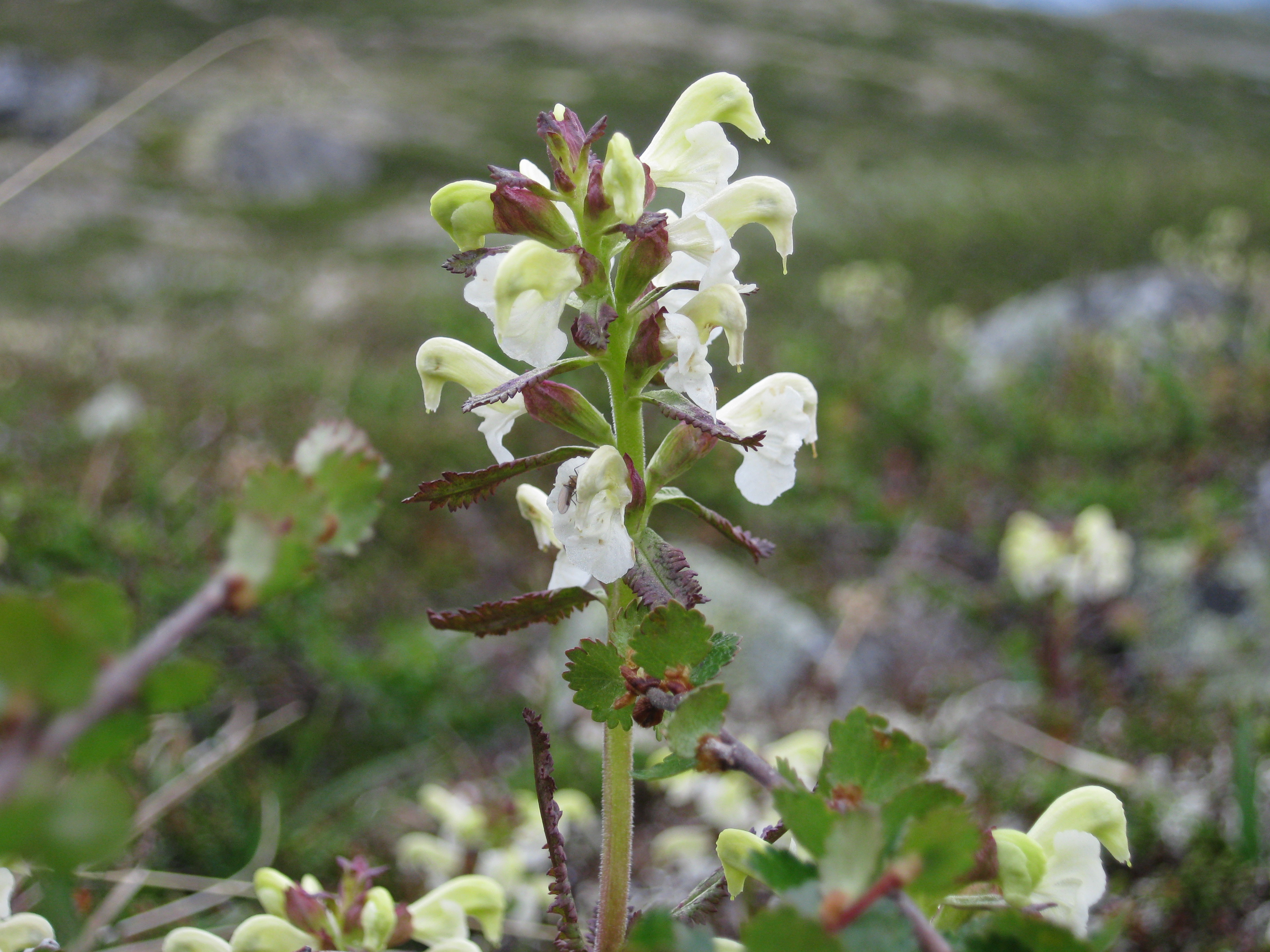
Pedicularis lapponica

## M
- Pedicularis macilenta Franch, 1890
- Pedicularis macrochila Vved., 1925
- Pedicularis macrorhyncha H.L. Li, 1949
- Pedicularis macrosiphon Franch, 1888
- Pedicularis mairei Bonati, 1911
- Pedicularis mandshurica Maxim, 1877
- Pedicularis mariae Regel, 1879
- Pedicularis maxonii Bonati, 1926
- Pedicularis mayana Hand.-Mazz, 1936
- Pedicularis megalantha D.Don, 1825
- Pedicularis megalochila H.L. Li, 1948
- Pedicularis melampyriflora Franch. ex Maxim, 1888
- Pedicularis membranacea H.L. Li., 1949
- Pedicularis merrilliana H.L. Li, 1949
- Pedicularis metaszetschuanica Tsoong, 1963
- Pedicularis meteororhyncha H.L. Li, 1948
- Pedicularis mexicana Zucc. ex Bunge, 1843
- Pedicularis micrantha H.L. Li, 1949
- Pedicularis microcalyx Hook. f, 1884
- Pedicularis microchila Franch. ex Maxim, 1888
- Pedicularis minima Tsoong & S.H. Cheng, 1963
- Pedicularis minutilabris Tsoong, 1963
- Pedicularis mixta Gren., 1853
- Pedicularis mollis Wall. ex Benth, 1835
- Pedicularis monbeigiana Bonati, 1913
- Pedicularis moschata Maxim., 1881
- Pedicularis moupinensis Franch, 1888
- Pedicularis multiflora Pennell, 1943
- Pedicularis murreeana R.R.Mill, 2010
- Pedicularis muscicola Maxim, 1877
- Pedicularis muscoides H.L. Li, 1949
- Pedicularis mussotii Franch, 1900
- Pedicularis mychophila C. Marquand & Airy Shaw, 1929
- Pedicularis myriophylla Pall., 1776

## N
- Pedicularis nanchuanensis Tsoong, 1963
- Pedicularis nasturtiifolia  Franch., 1900
- Pedicularis neolatituba  Tsoong, 1963
- Pedicularis nigra  (Bonati) Vaniot ex Bonati, 1921
- Pedicularis nipponica Makino
- Pedicularis nyalamensis  H.P. Yang, 1980
- Pedicularis nyingchiensis  H.P. Yang & Tateishi, 1993

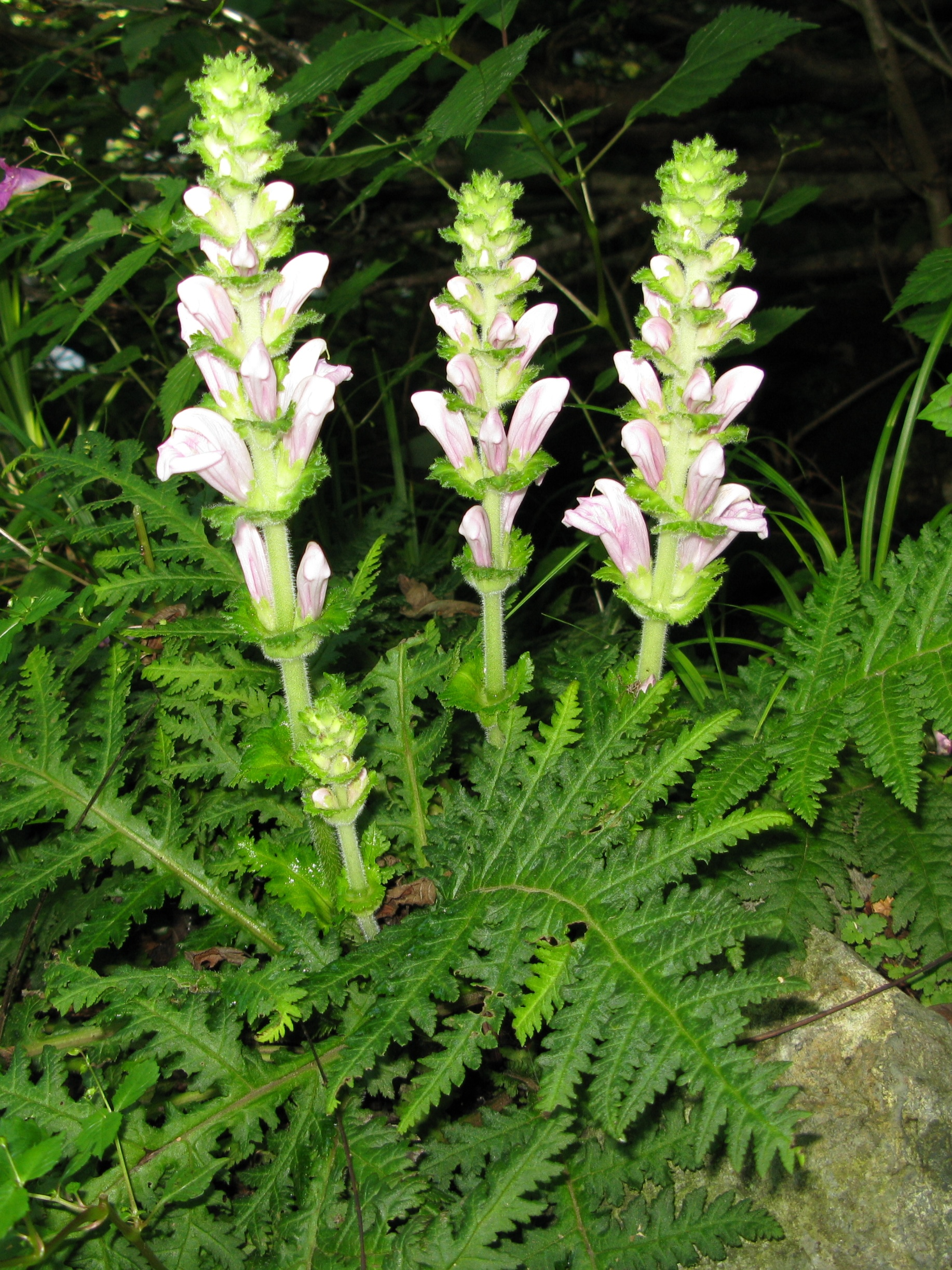
Pedicularis nipponica

## O
- Pedicularis obscura Bonati, 1926
- Pedicularis odontochila Diels, 1905
- Pedicularis odontocorys T. Yamaz., 2001
- Pedicularis odontophora Prain, 1889
- Pedicularis oederi Vahl, 1806
- Pedicularis oligantha Franch. ex Maxim., 1888
- Pedicularis oliveriana Prain, 1889
- Pedicularis omiiana Bonati, 1907
- Pedicularis orizabae Schltdl. & Cham., 1830
- Pedicularis ornithorhyncha Benth., 1838
- Pedicularis orthantha Griseb., 1844
- Pedicularis orthocoryne H.L. Li, 1949
- Pedicularis oxycarpa Franch. ex Maxim., 1888

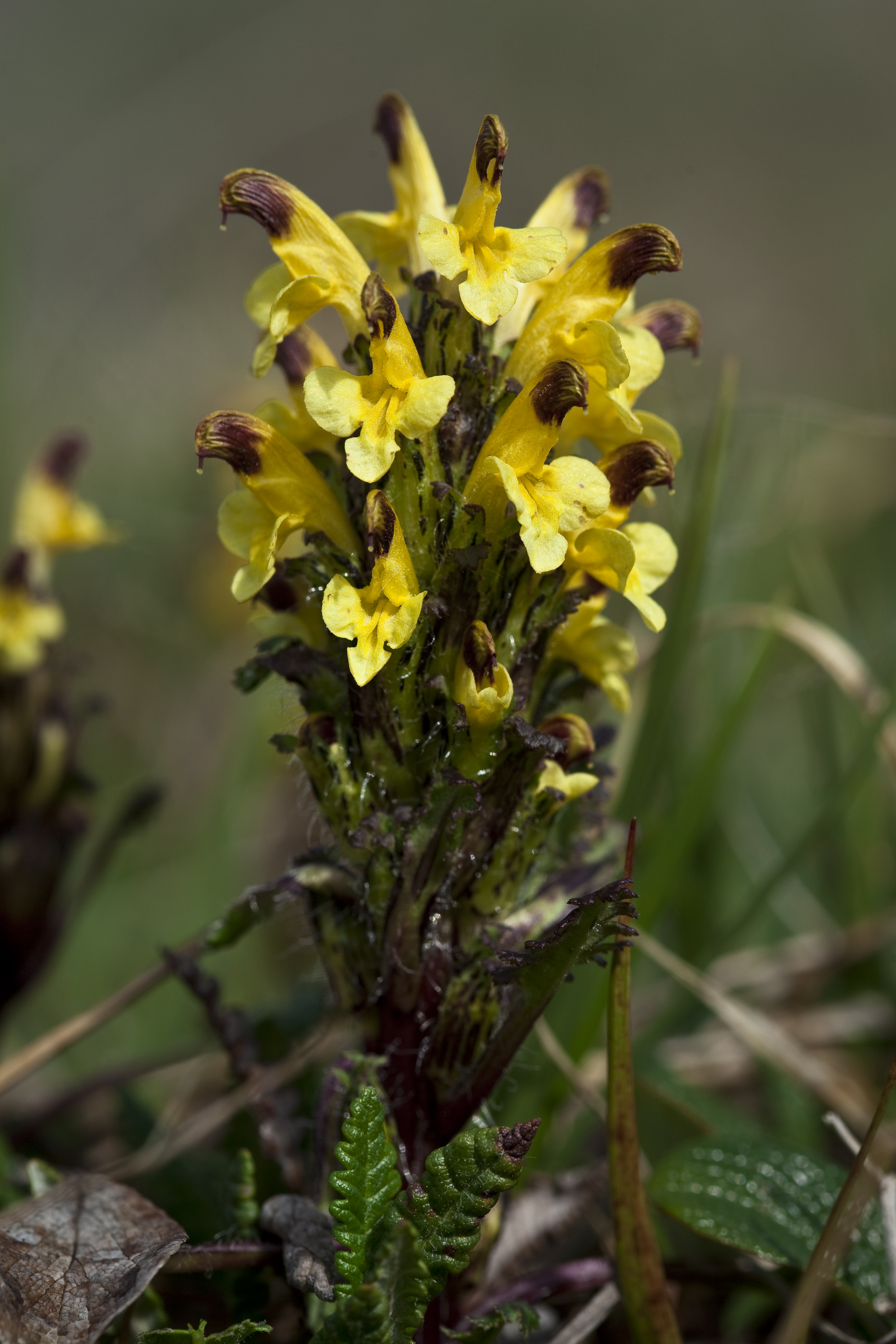
Pedicularis oederi
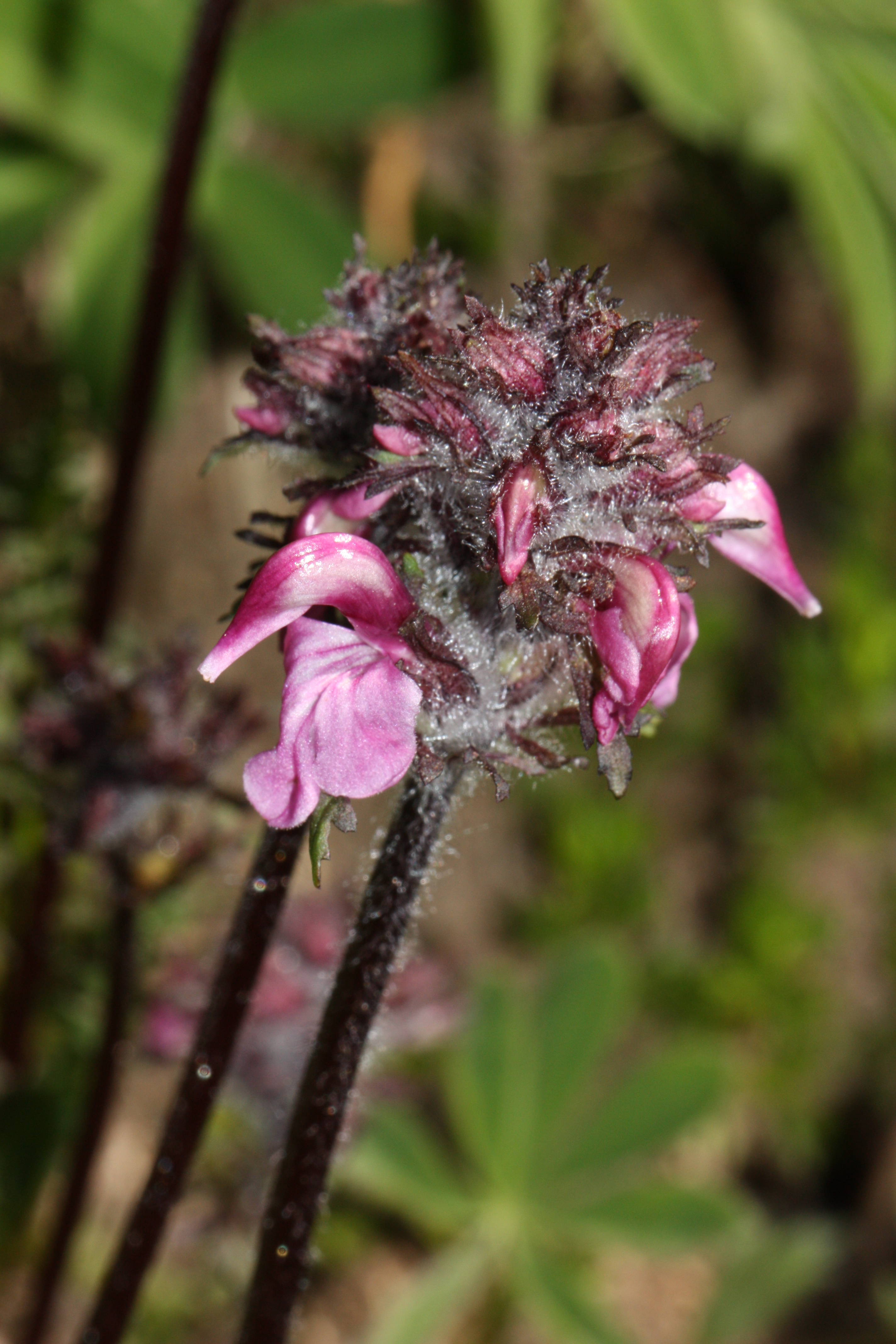
Pedicularis ornithorhyncha

## P
- Pedicularis pachyrhiza Pennell, 1934
- Pedicularis pacifica (Hultén) Kozhevn., 1878
- Pedicularis paddoensis Pennell, 1934
- Pedicularis paiana H.L. Li, 1949
- Pedicularis pallasii Vved.
- Pedicularis palustris L., 1753
- Pedicularis pantlingii Prain, 1889
- Pedicularis parryi A. Gray, 1862
- Pedicularis parviflora Sm., 1813
- Pedicularis paxiana H. Limpr., 1922
- Pedicularis pectinata Wall. ex Benn., 1835
- Pedicularis pectinatiformis Bonati, 1907
- Pedicularis peduncularis Popov, 1955
- Pedicularis pennellii Hultén, 1937
- Pedicularis pentagona H.L. Li, 1948
- Pedicularis petelotii Tsoong, 1955
- Pedicularis petiolaris Ten., 1836
- Pedicularis petitmenginii Bonati, 1907
- Pedicularis phaceliifolia Franch., 1900
- Pedicularis pheulpinii Bonati, 1908
- Pedicularis physocalyx Bunge, 1941
- Pedicularis pilostachya Maxim., 1877
- Pedicularis pinetorum Hand.-Mazz.,1936
- Pedicularis plicata Maxim., 1888
- Pedicularis polygaloides Hook. f., 1844
- Pedicularis polyodonta H.L. Li, 1948
- Pedicularis portenschlagii Saut. ex Rchb., 1827
- Pedicularis potaninii Maxim., 1888
- Pedicularis praeruptorum Bonati, 1921
- Pedicularis prainiana Maxim., 1888
- Pedicularis princeps Bureau & Franch., 1891
- Pedicularis probscidea Steven, 1823
- Pedicularis przewalskii Maxim., 1877
- Pedicularis pseudocephalantha Bonati, 1913
- Pedicularis pseudocurvituba Tsoong, 1963
- Pedicularis pseudoingens Bonati, 1913
- Pedicularis pseudomelampyriflora Bonati, 1926
- Pedicularis pseudomuscicola Bonati, 1907
- Pedicularis pseudosteiningeri Bonati, 1926
- Pedicularis pseudoversicolor Hand.-Mazz., 1922
- Pedicularis pteridifolia Bonati, 1908
- Pedicularis pulchella Pennell, 1942
- Pedicularis punctata Decne., 1843
- Pedicularis pygmaea Maxim., 1888
- Pedicularis pyramidata Royle ex Benth., 1835
- Pedicularis pyrenaica J.Gay, 1832

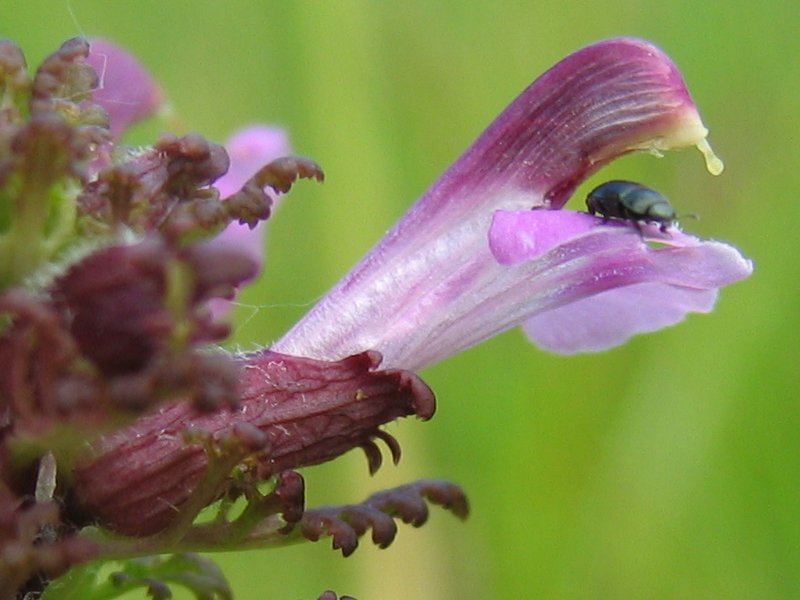
Pedicularis palustris
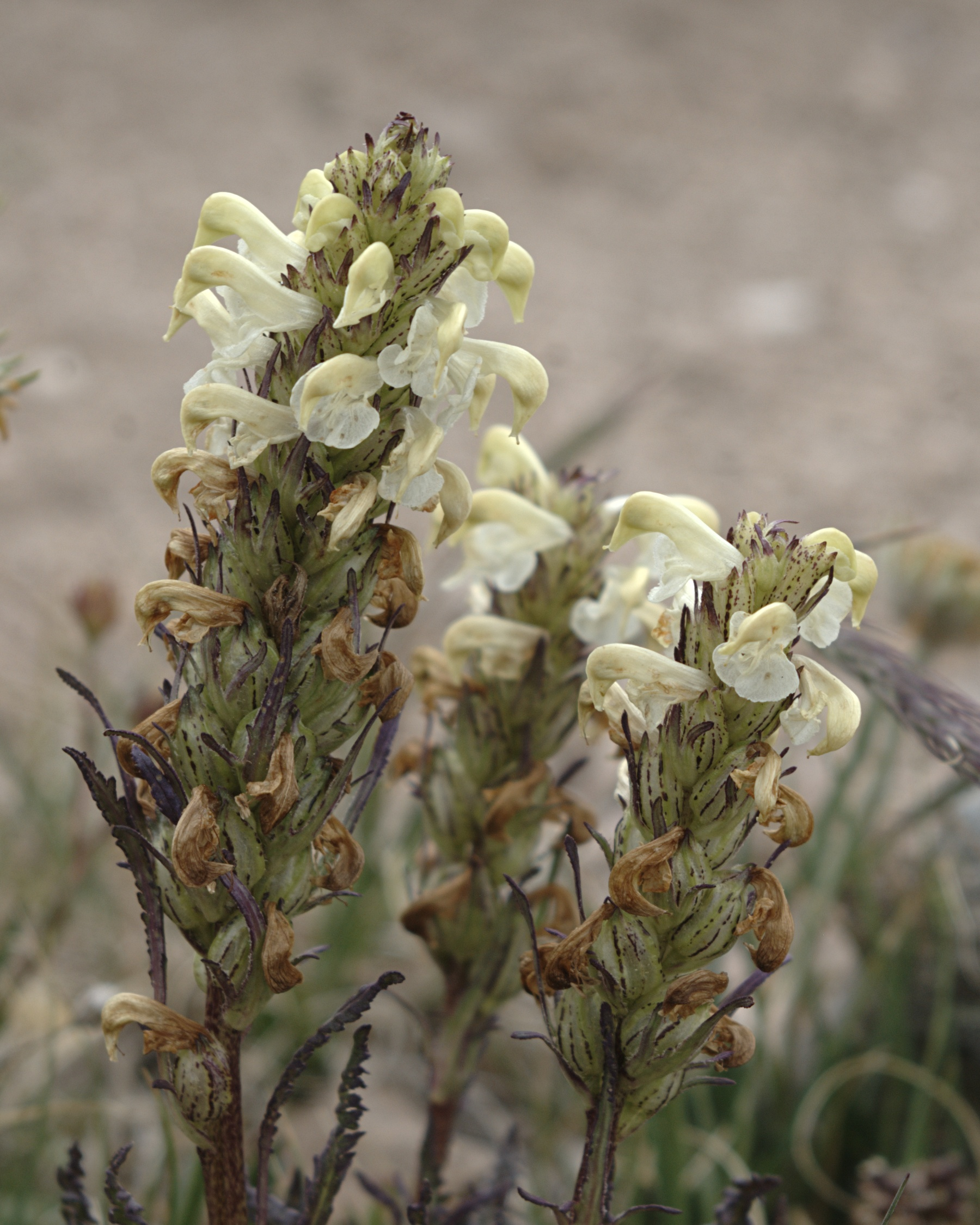
Pedicularis parryi
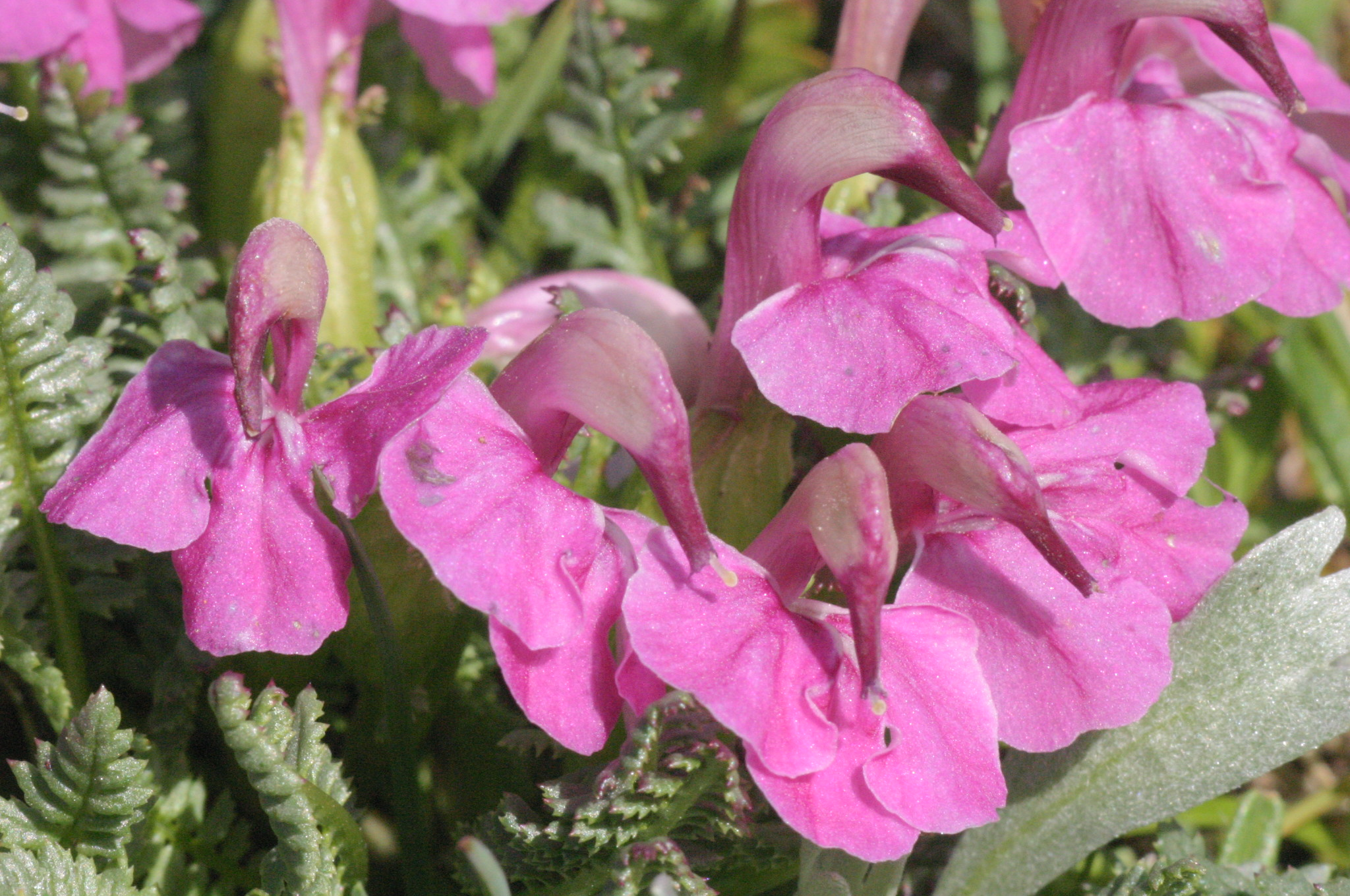
Pedicularis portenschlagii
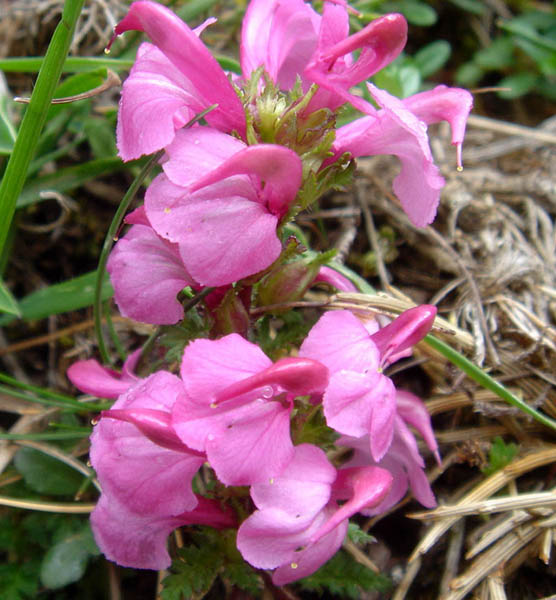
Pedicularis pyrenaica

## Q
- Pedicularis qinghaiensis T. Yamaz., 1982
- Pedicularis quxiangensis H.P. Yang, 1928

## R
- Pedicularis racemosa Douglas ex Benth., 1938
- Pedicularis rainierensis Pennell & F.A. Warren, 1928
- Pedicularis ramosissima Bonati, 1908
- Pedicularis recurva Maxim., 1888
- Pedicularis recutita L., 1753
- Pedicularis refracta (Maxim.) Maxim., 1881
- Pedicularis remotiloba Hand.-Mazz., 1936
- Pedicularis reptans Tsoong, 1955
- Pedicularis resupinata L., 1753
- Pedicularis retingensis Tsoong, 1955
- Pedicularis rex C.B. Clarke ex Maxim., 1888
- Pedicularis rhinanthoides Schrenk, 1841
- Pedicularis rhizomatosa Tsoong, 1955
- Pedicularis rhodotricha Maxim., 1888
- Pedicularis rhynchodonta Bureau & Franch., 1891
- Pedicularis rhynchotricha P.C.Tsoong, 1955
- Pedicularis rigida Franch. ex Maxim., 1888
- Pedicularis rigidescens T. Yamaz., 2003
- Pedicularis rigidiformis Bonati, 1927
- Pedicularis rizhaoensis H.P. Yang, 1990
- Pedicularis roborowskii Maxim., 1881
- Pedicularis robusta Hook. f., 1884
- Pedicularis rosea Wulfen, 1781
- Pedicularis rostratocapitata Crantz, 1769
- Pedicularis rostratospicata Crantz
- Pedicularis rotundifolia C.E.C. Fisch., 1940
- Pedicularis roylei Maxim., 1881
- Pedicularis rubens Stephan ex Willd., 1800
- Pedicularis rudis Maxim., 1877
- Pedicularis ruoergaiensis H.P. Yang, 1989
- Pedicularis rupicola Franch. ex Maxim., 1888

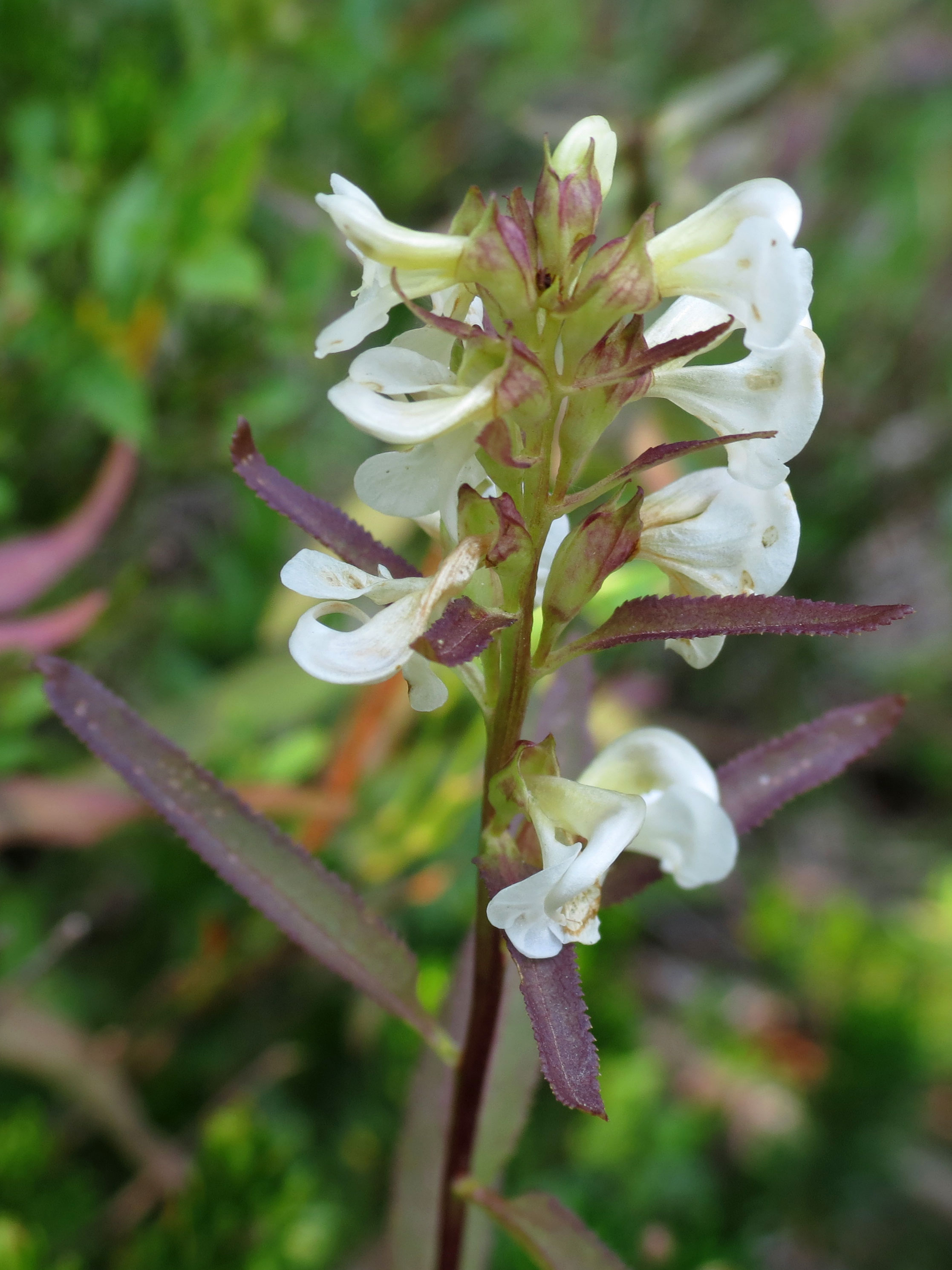
Pedicularis racemosa
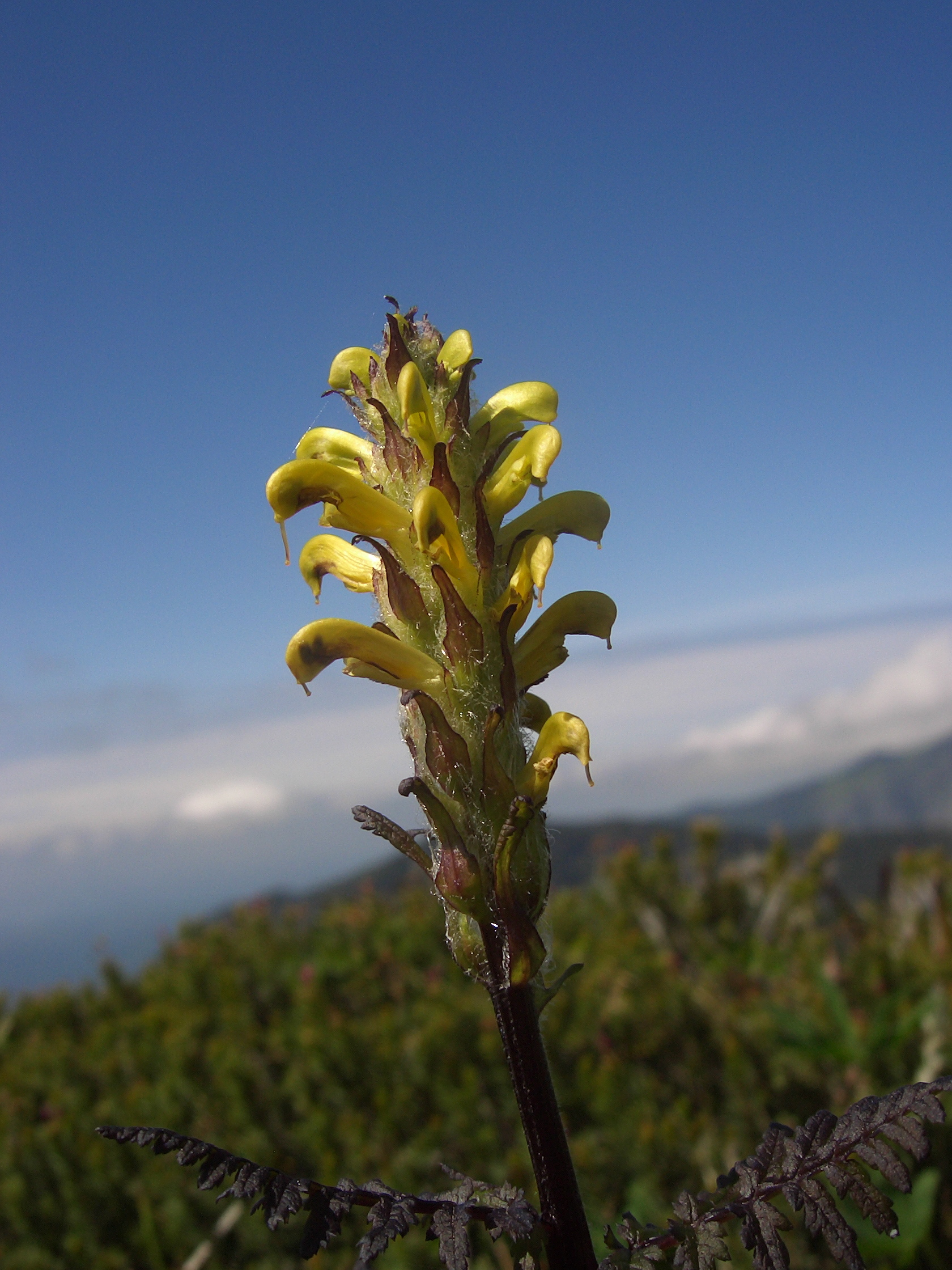
Pedicularis rainierensis
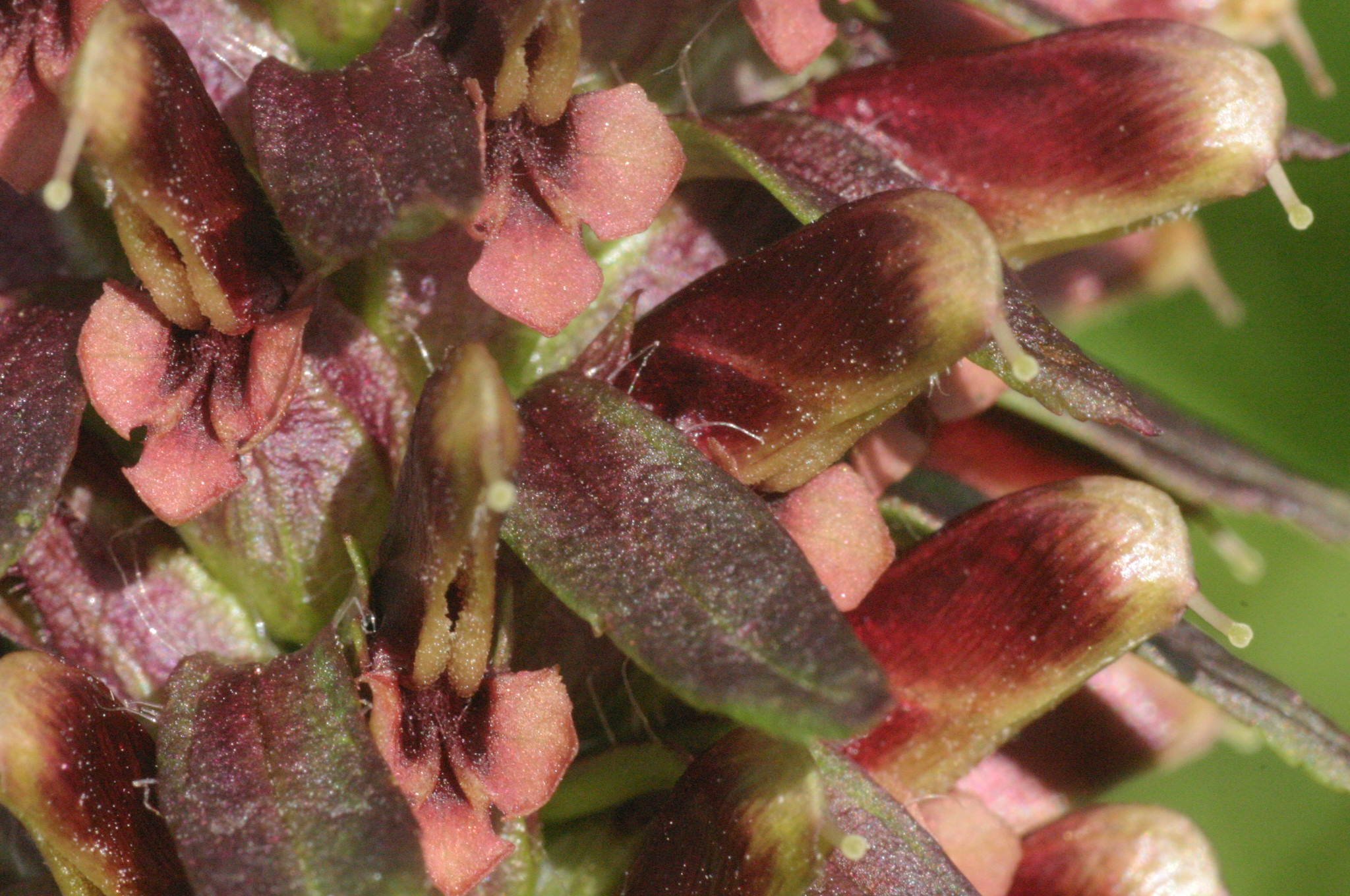
Pedicularis recutita
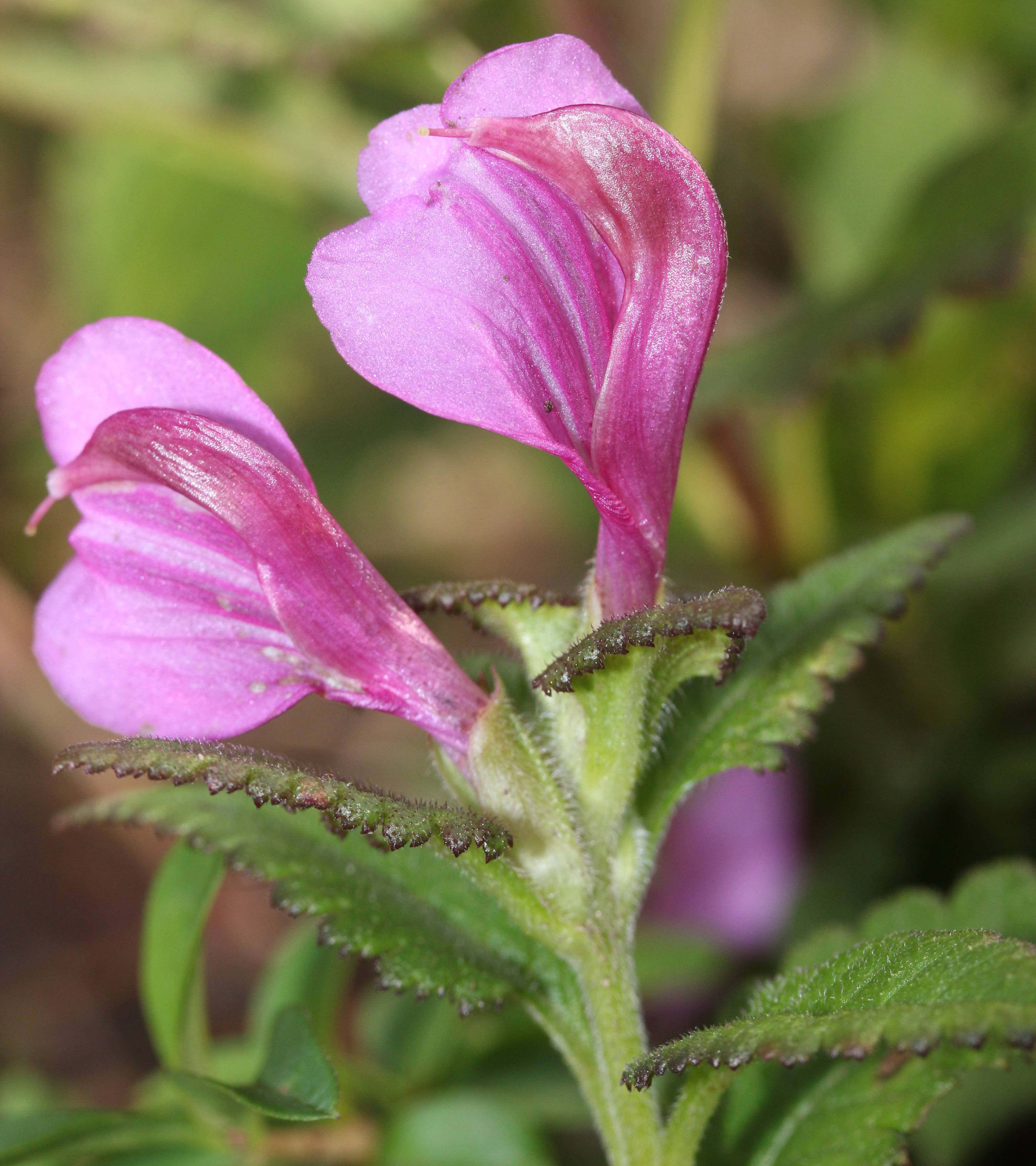
Pedicularis resupinata
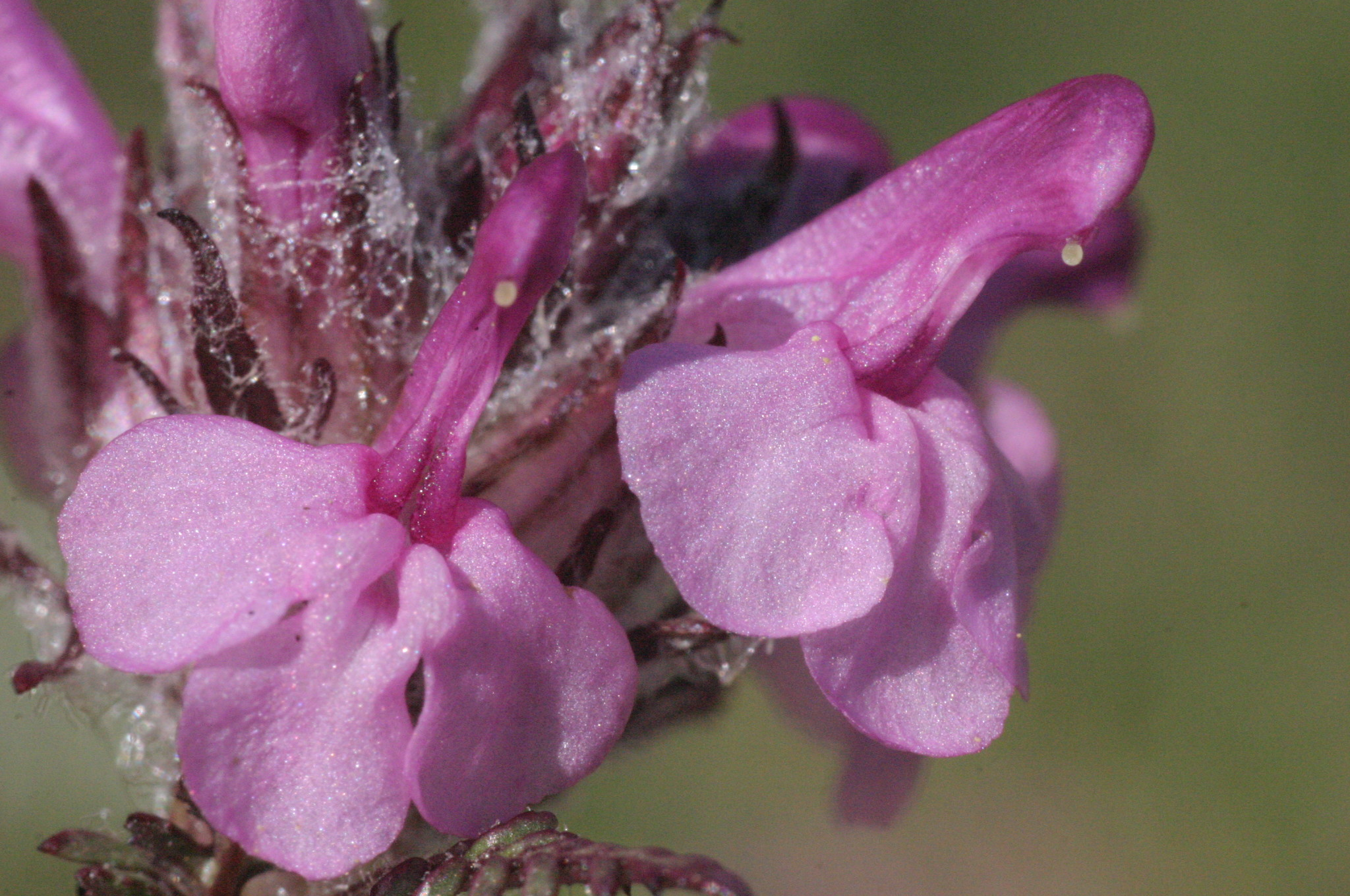
Pedicularis rosea
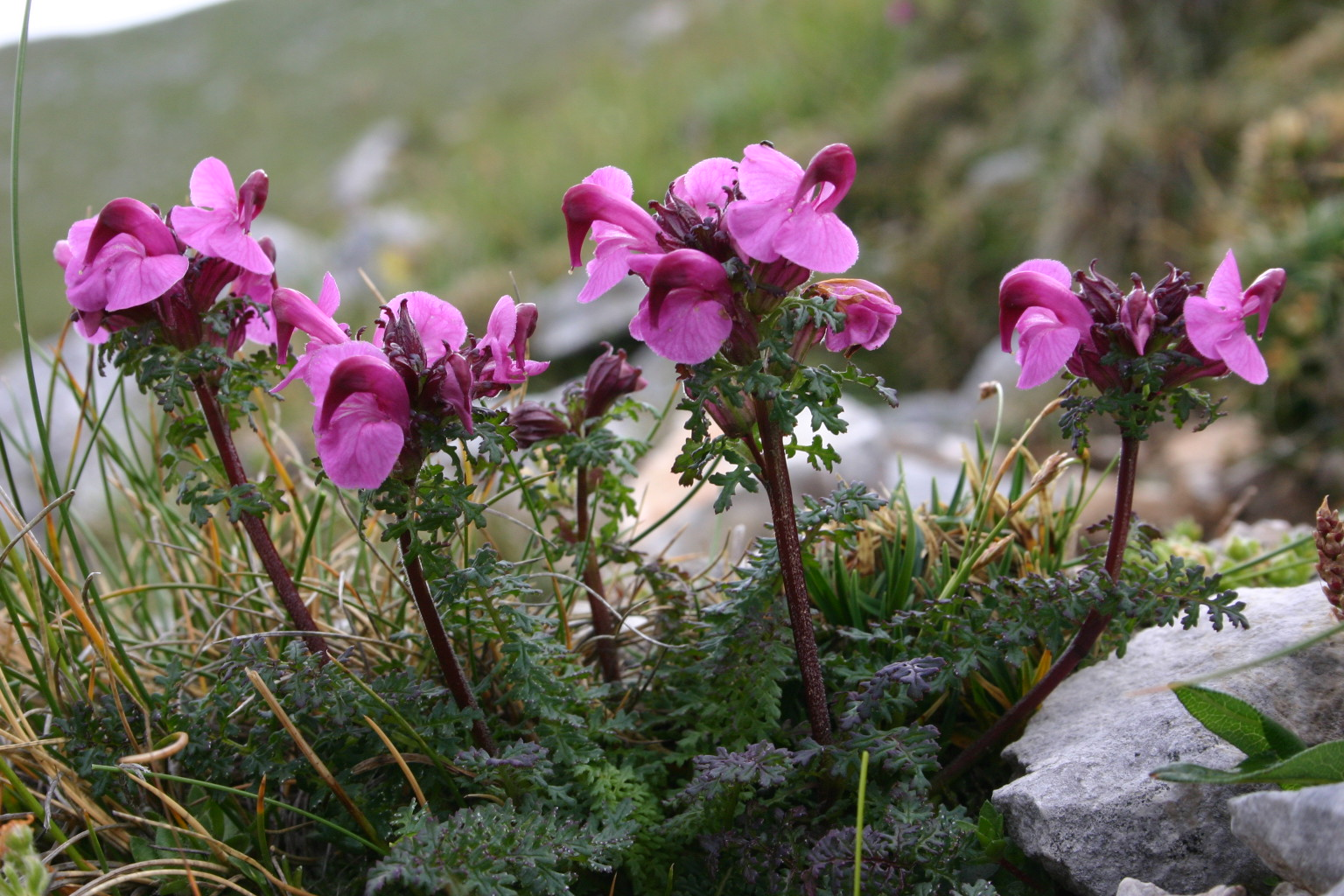
Pedicularis rostratocapitata
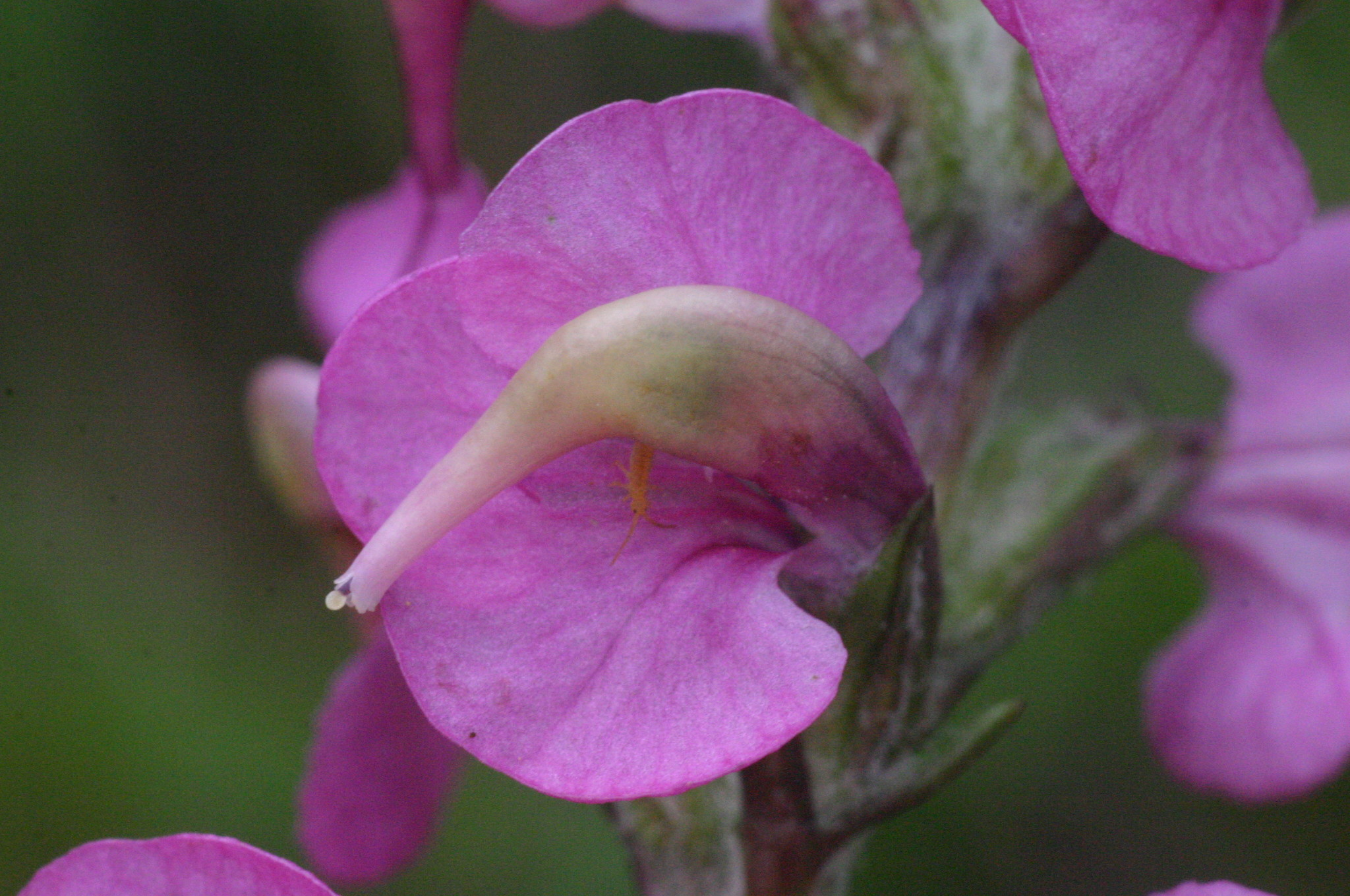
Pedicularis rostratospicata

## S
- Pedicularis salicifolia Bonati, 1923
- Pedicularis salviiflora Franch., 1890
- Pedicularis sceptrum-carolinum L., 1753
- Pedicularis schizocalyx (Lange) Steininger, 1887
- Pedicularis schizorrhyncha Prain, 1889
- Pedicularis scolopax Maxim., 1881
- Pedicularis scullyana Prain ex Maxim.
- Pedicularis semenowii Regel, 1868
- Pedicularis semibarbata A. Gray, 1868
- Pedicularis semitorta Maxim., 1888
- Pedicularis shansiensis Tsoong, 1963
- Pedicularis sherriffii Tsoong, 1955
- Pedicularis sibirica Vved., 1955
- Pedicularis sibthorpii Boiss., 1844
- Pedicularis sigmoidea Franch. ex Maxim., 1888
- Pedicularis sima Maxim., 1881
- Pedicularis siphonantha D.Don, 1825
- Pedicularis smithiana Bonati, 1911
- Pedicularis songarica Schrenk ex Fisch. & C.A. Mey., 1842
- Pedicularis sorbifolia Tsoong, 1963
- Pedicularis souliei Franch., 1900
- Pedicularis sphaerantha Tsoong, 1955
- Pedicularis spicata Pall., 1776
- Pedicularis stadlmanniana Bonati, 1911
- Pedicularis staintonii R.R.Mill, 2010
- Pedicularis steiningeri Bonati, 1908
- Pedicularis stenocorys Franch., 1900
- Pedicularis stenotheca Tsoong, 1955
- Pedicularis stewardii H.L. Li, 1949
- Pedicularis stewartii Pennell, 1943
- Pedicularis streptorhyncha Tsoong, 1963
- Pedicularis striata Pall., 1776
- Pedicularis strobilacea Franch., 1890
- Pedicularis stylosa H.P. Yang, 1980
- Pedicularis subulatidens Tsoong, 1955
- Pedicularis sudetica Willd., 1800
- Pedicularis sunkosiana T. Yamaz., 2003
- Pedicularis superba Franch. ex Maxim., 1888
- Pedicularis sylvatica L., 1753
- Pedicularis szetschuanica Maxim., 1888

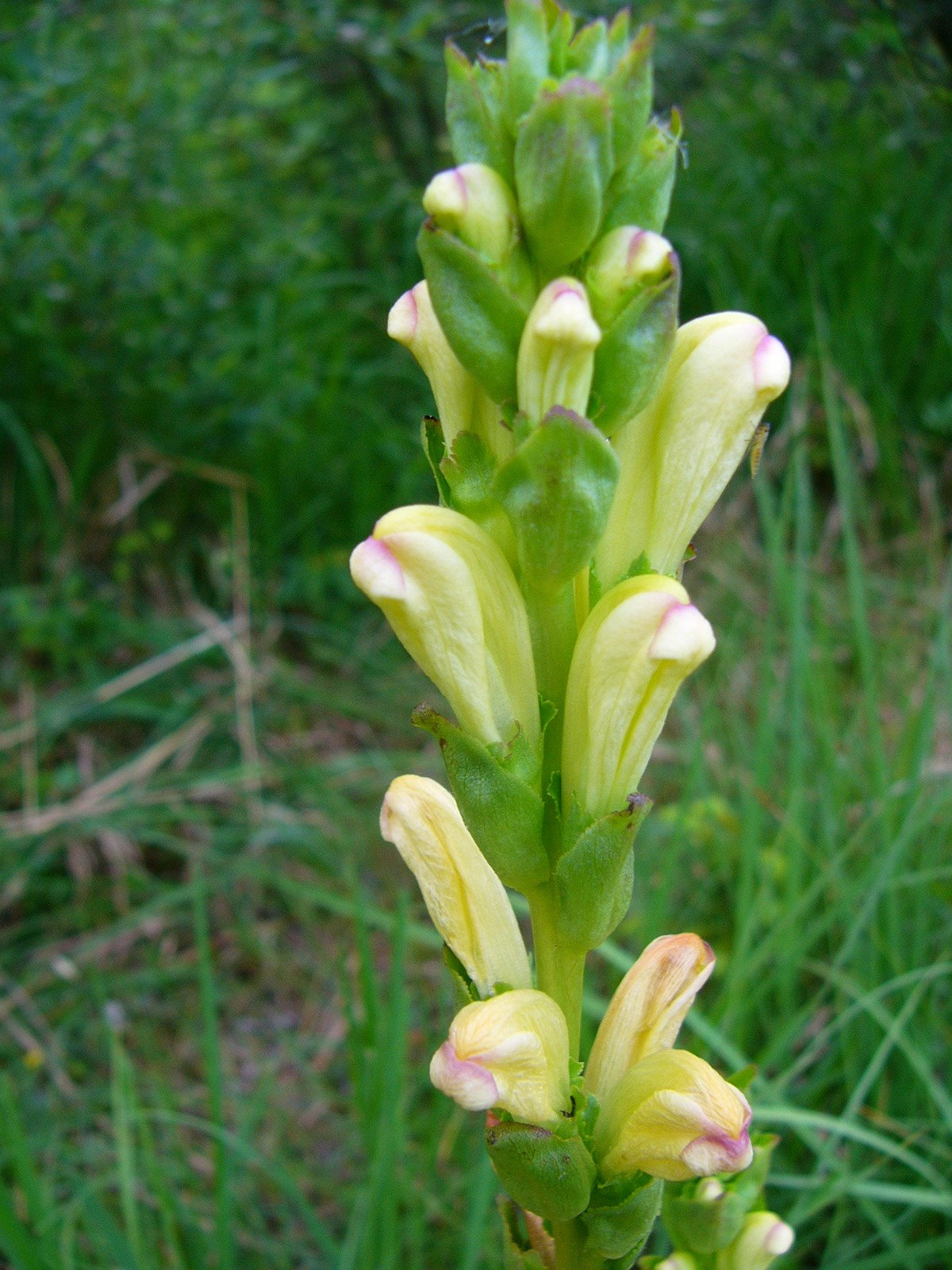
Pedicularis sceptrum-carolinum
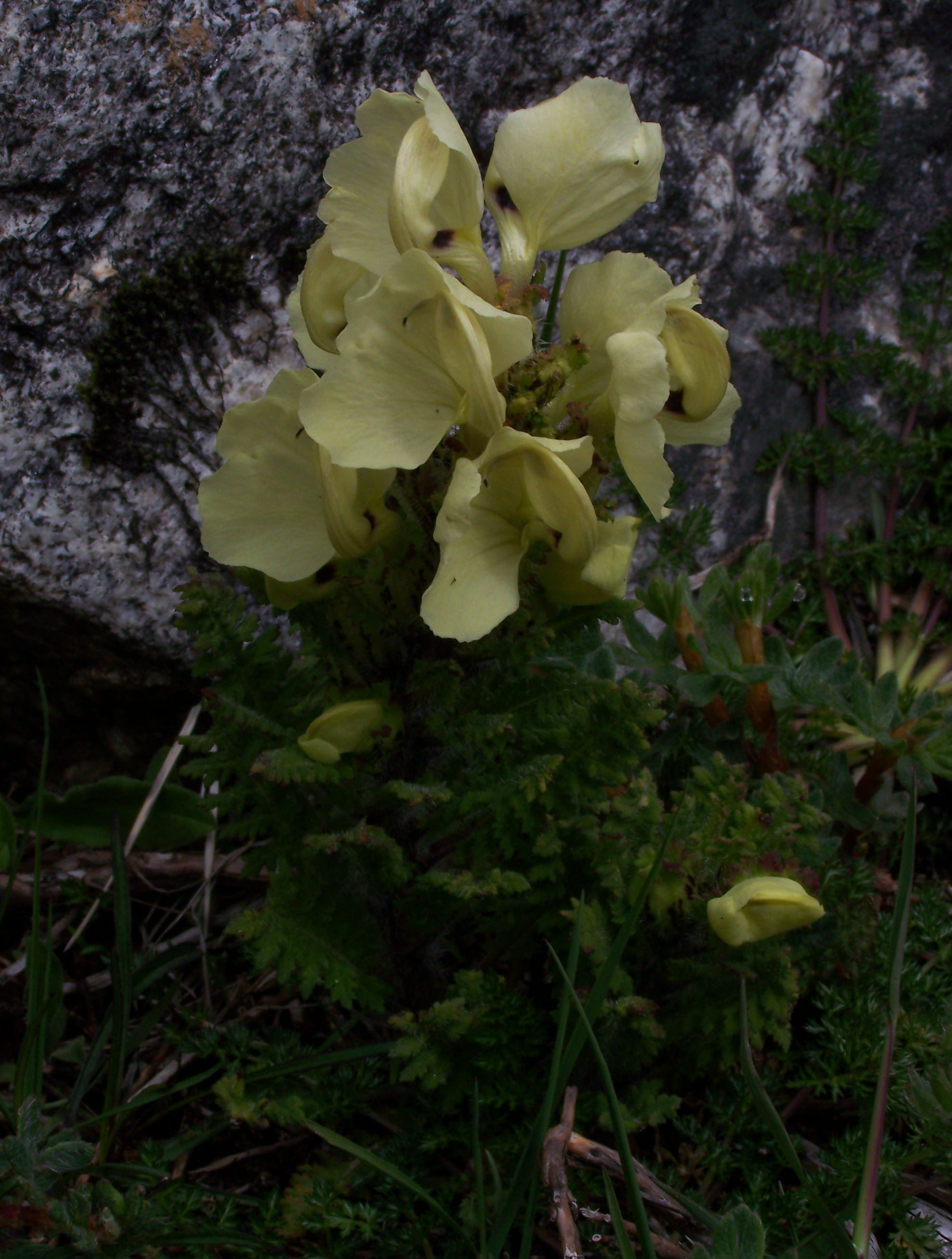
Pedicularis scullyana
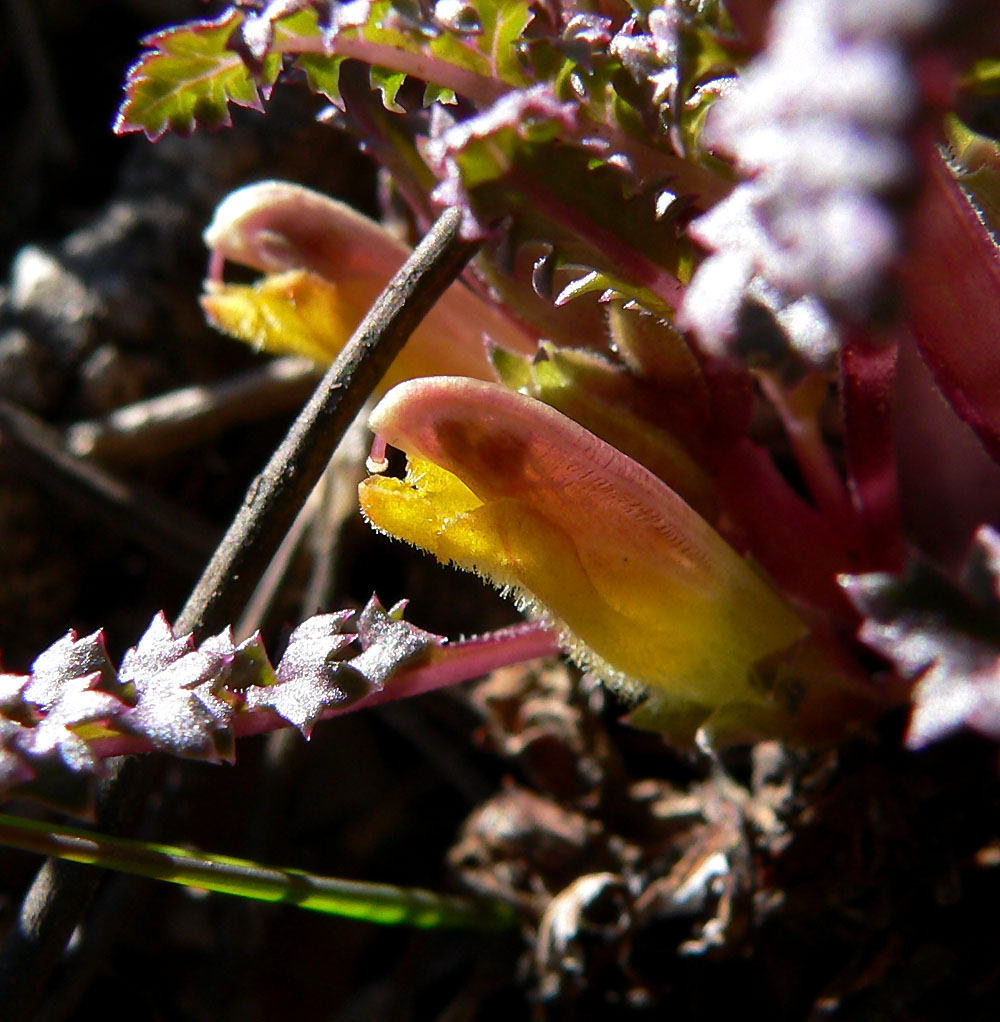
Pedicularis semibarbata
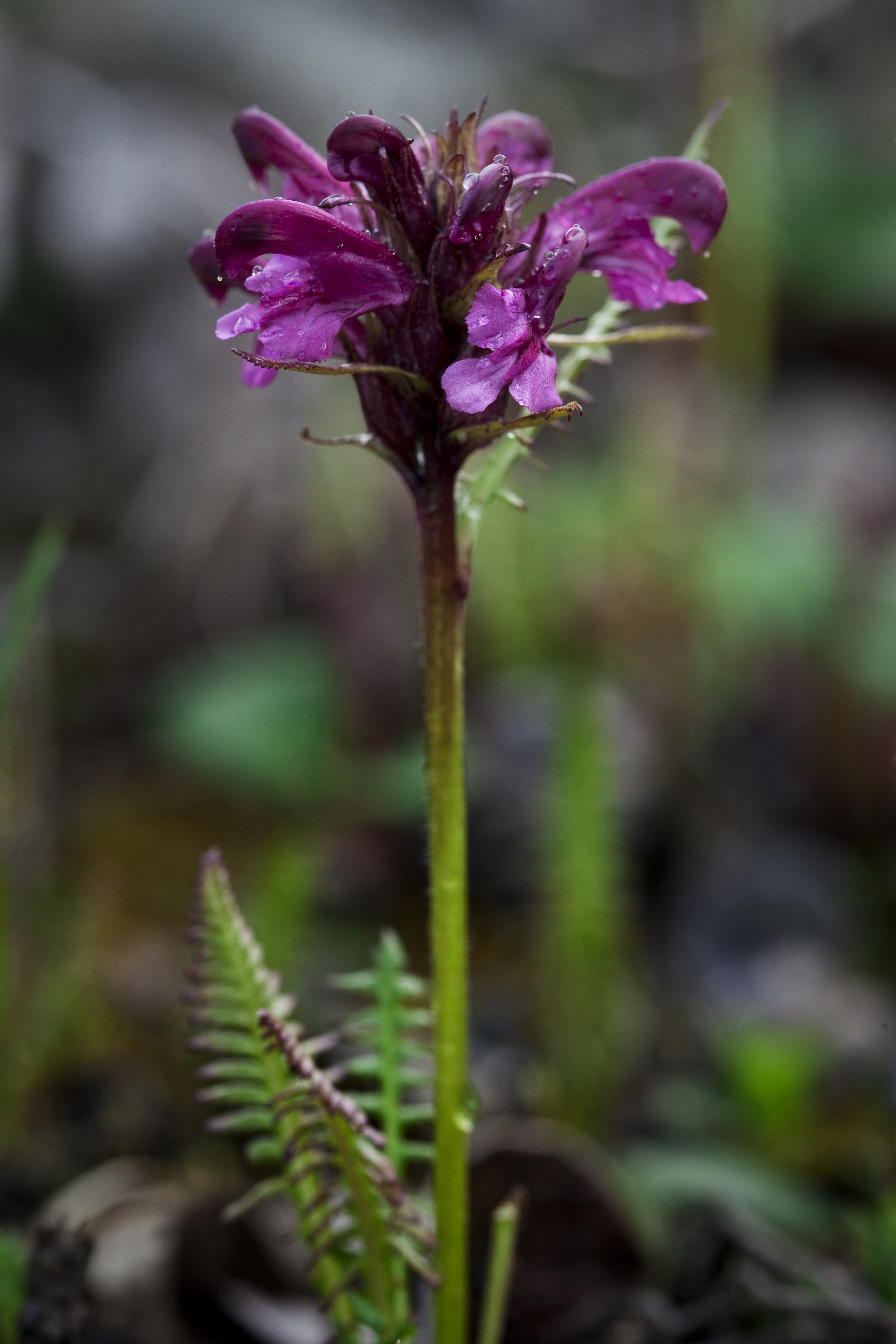
Pedicularis sudetica
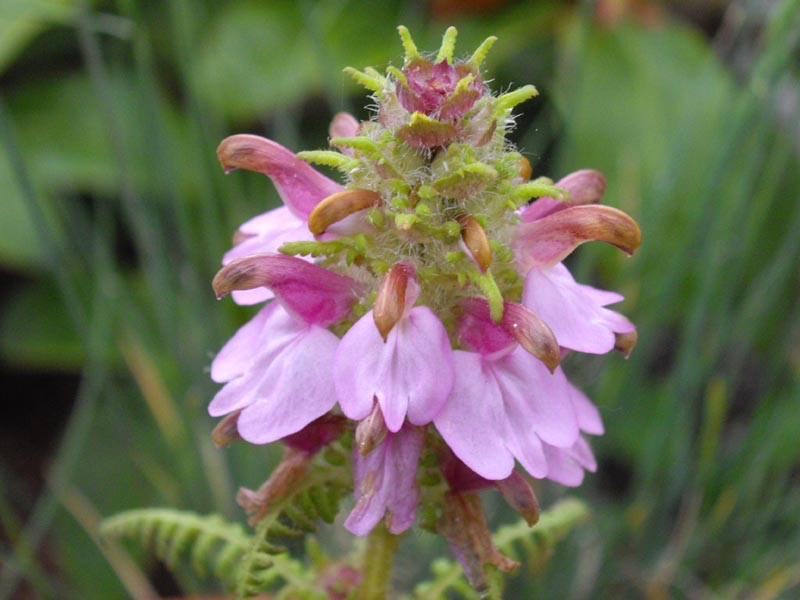
Pedicularis superba
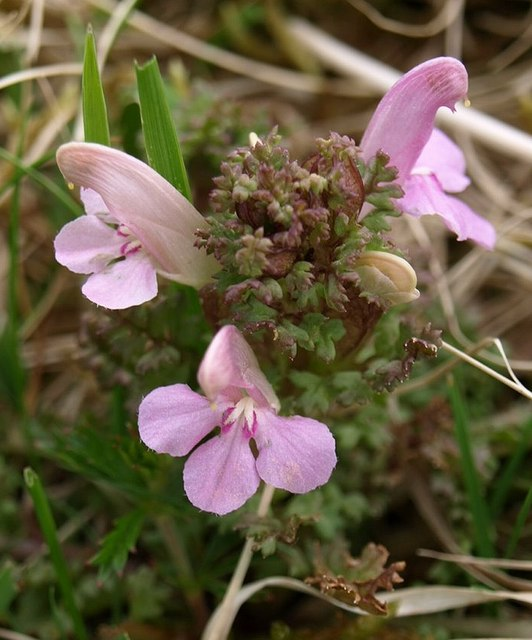
Pedicularis sylvatica

## T
- Pedicularis tachanensis Bonati, 1921
- Pedicularis tahaiensis Bonati, 1921
- Pedicularis takpoensis Tsoong, 1955
- Pedicularis taliensis Bonati, 1911
- Pedicularis tantalorhyncha Franch. ex Bonati, 1909
- Pedicularis tapaoensis Tsoong, 1963
- Pedicularis tatarinowii Maxim., 1877
- Pedicularis tatsienensis Bureau & Franch., 1891
- Pedicularis tayloriana Tsoong, 1955
- Pedicularis tenacifolia Tsoong, 1963
- Pedicularis tenera H.L. Li, 1948
- Pedicularis tenuicaulis Prain, 1889
- Pedicularis tenuirostris Benth., 1835
- Pedicularis tenuisecta Franch. ex Maxim., 1888
- Pedicularis tenuituba H.L. Li, 1949
- Pedicularis ternata Maxim., 1877
- Pedicularis thamnophila (Hand.-Mazz.) H.L. Li, 1948
- Pedicularis thompsonii Pennell, 1934
- Pedicularis tibetica Franch., 1900
- Pedicularis tomentosa H.L. Li, 1948
- Pedicularis tongolensis Franch., 1900
- Pedicularis torta Maxim., 1888
- Pedicularis transmorrisonensis Hayata, 1915
- Pedicularis triangularidens Tsoong, 1963
- Pedicularis trichocymba H.L. Li, 1949
- Pedicularis trichoglossa Hook. f., 1884
- Pedicularis trichomata H.L. Li, 1949
- Pedicularis tricolor Hand.-Mazz., 1922
- Pedicularis tripinnata M. Martens & Galeotti, 1845
- Pedicularis tristis L., 1753
- Pedicularis tsaii H.L. Li, 1948
- Pedicularis tsangchanensis Franch. ex Maxim., 1888
- Pedicularis tsarungensis H.L. Li, 1949
- Pedicularis tsekouensis Bonati, 1907
- Pedicularis tsiangii H.L. Li, 1949
- Pedicularis tuberosa L., 1753

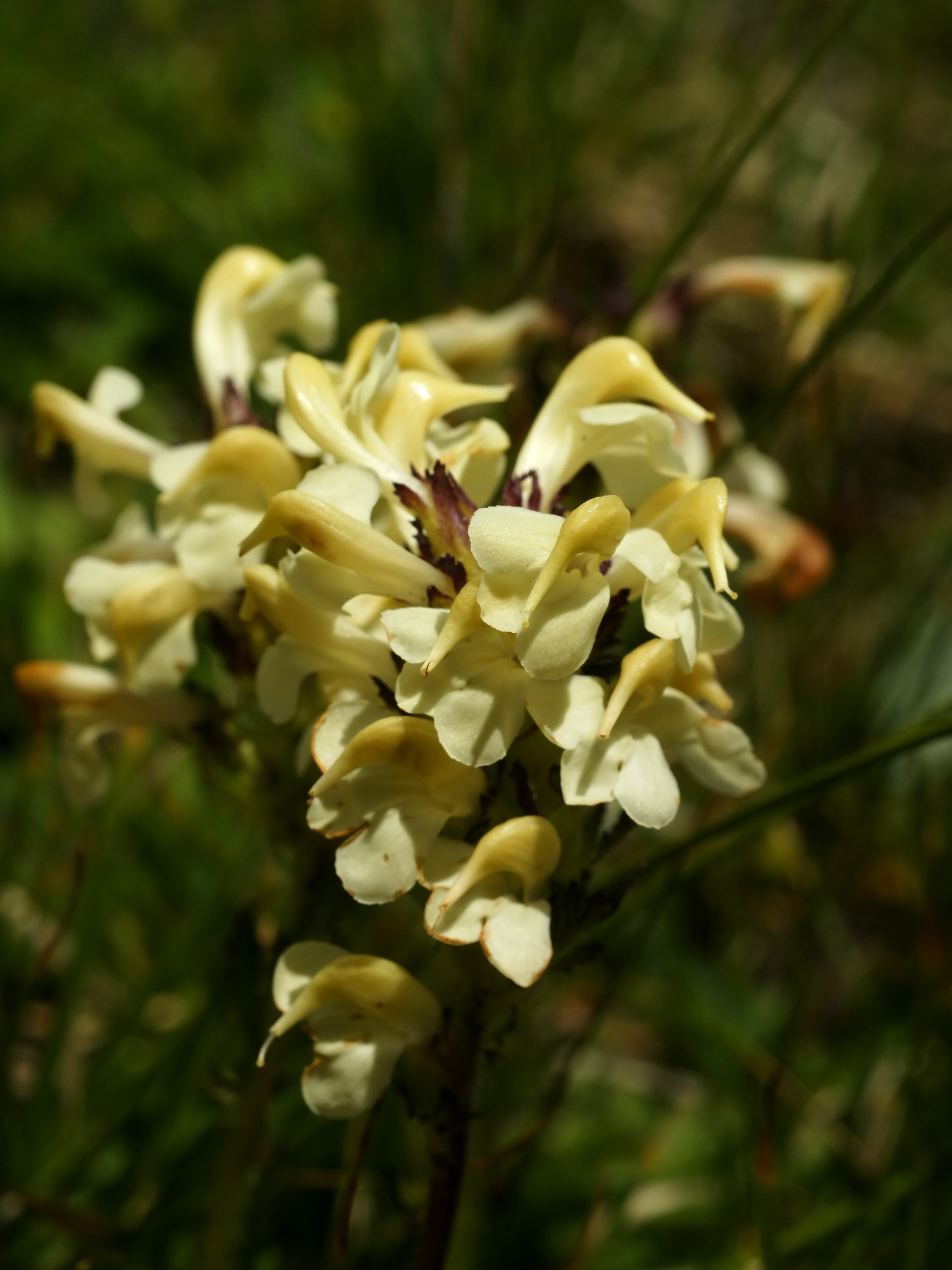
Pedicularis tuberosa

## U
- Pedicularis uliginosa Bunge, 1839
- Pedicularis umbelliformis H.L. Li, 1949
- Pedicularis uralensis Vved., 1955
- Pedicularis urceolata Tsoong, 1963

## V
- Pedicularis vagans Hemsl., 1890
- Pedicularis variegata H.L. Li, 1949
- Pedicularis venusta Schangin ex Bunge, 1843
- Pedicularis verbenifolia Franch. ex Maxim., 1888
- Pedicularis veronicifolia Franch., 1900
- Pedicularis verticillata L., 1753
- Pedicularis vialii Franch., 1890
- Pedicularis villosa Ledeb. ex Spreng., 1825
- Pedicularis violascens Schrenk, 1842

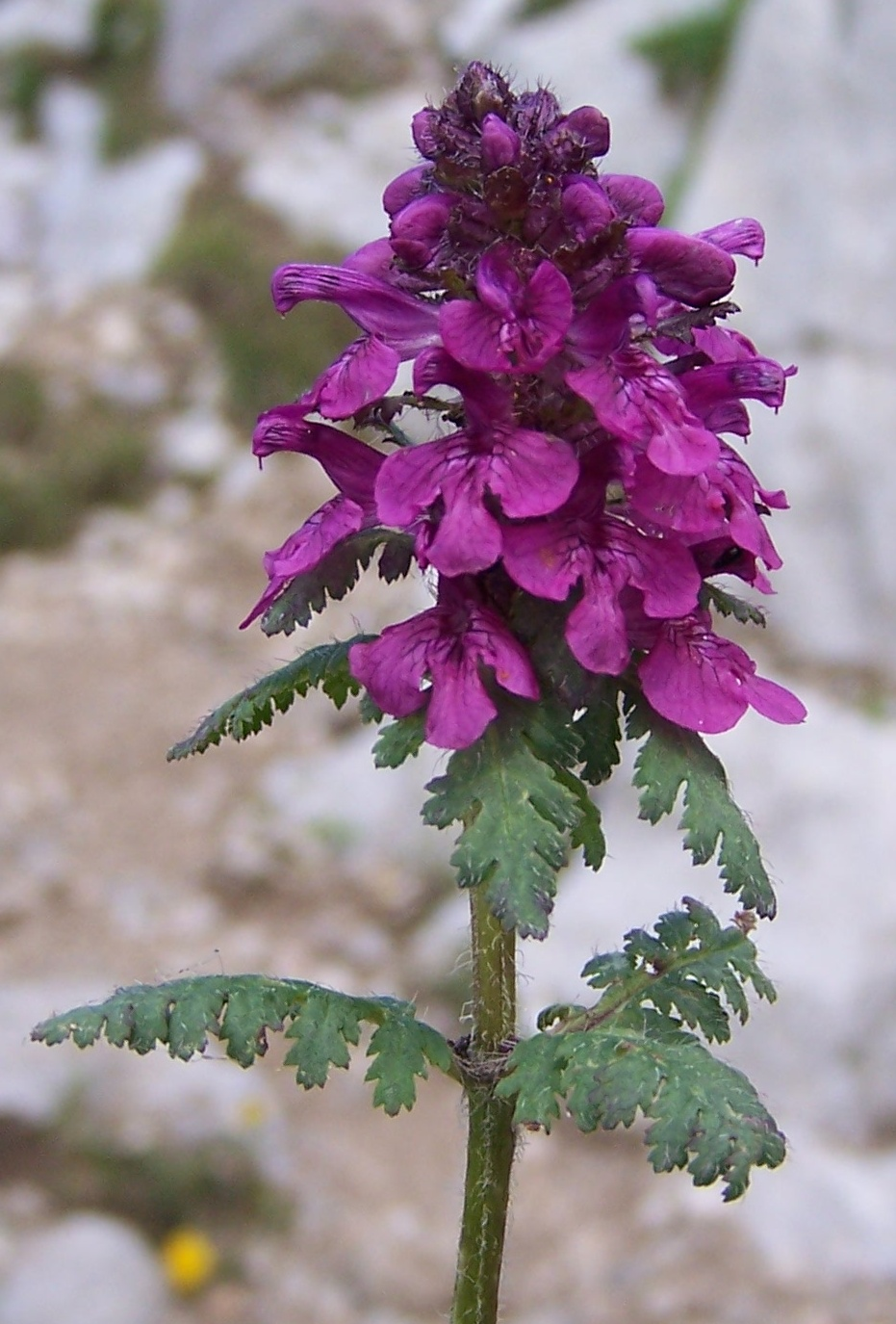
Pedicularis verticillata

## W
- Pedicularis wallichii Bunge, 1844
- Pedicularis wardii Bonati, 1921
- Pedicularis weixiensis H.P. Yang, 1990
- Pedicularis wilhelmsiana Fisch. ex M.Bieb., 1819
- Pedicularis wilsonii Bonati, 1907

## X
- Pedicularis xiangchengensis H.P. Yang, 1900
- Pedicularis xiqingshanensis H.Y. Feng & J.Z. Sun, 1999

## Y
- Pedicularis yanyuanensis H.P. Yang, 1989
- Pedicularis yaoshanensis H.Wang, 2006
- Pedicularis yezoensis Maxim.
- Pedicularis yui H.L. Li, 1949
- Pedicularis yunnanensis Franch. ex Maxim., 1888

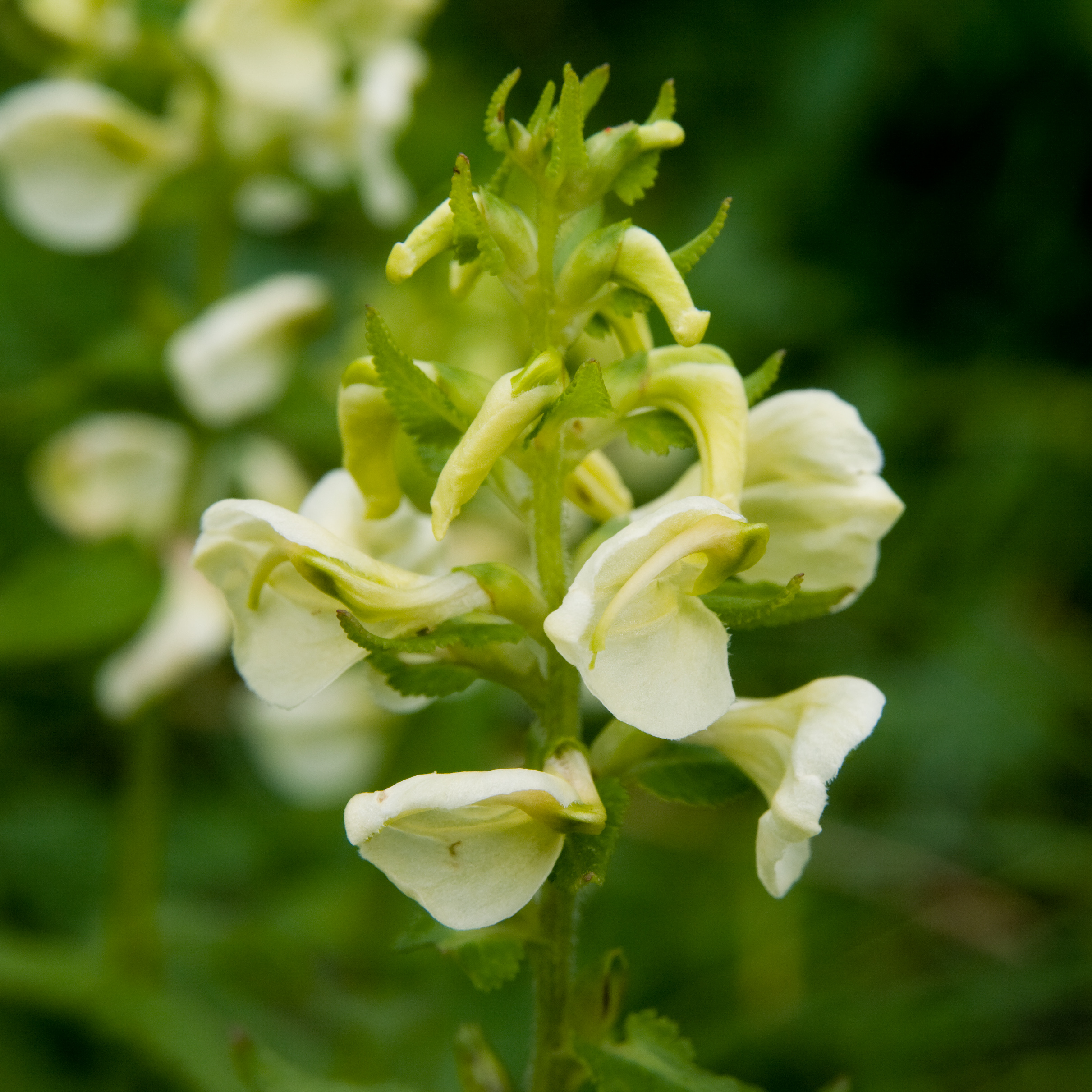
Pedicularis yezoensis

## Z
- Pedicularis zayuensis H.P. Yang, 1980
- Pedicularis zhongdianensis H.P. Yang, 1984